# Stadsgewestelijk Materieel
Het Stadsgewestelijk Materieel (SGM) (officieel ook wel aangeduid als Plan Y of Elektrisch Materieel '74) van de Nederlandse Spoorwegen is het eerste Nederlandse spoorwegmaterieel dat specifiek is ontwikkeld voor stadsgewestelijk vervoer. De officiële naam van het materieel is Sprinter, een term die tegenwoordig bij NS ook wordt gebruikt voor de Sprinter Lighttrain en uiteindelijk het begrip stoptrein heeft vervangen (zie Sprinter (treindienstsoort)). Het materieel heeft dienst gedaan op het Nederlandse spoorwegnet van 1975 tot 2021.

## Geschiedenis
In 1970 voerde de Nederlandse Spoorwegen met Spoorslag '70 een strikte scheiding in tussen stoptrein en intercity. Reeds een jaar eerder werd het toekomstplan Spoor naar '75 geïntroduceerd, waarin nieuwe spoorlijnen en voorstadshaltes werden voorgesteld. In dit plan werden de Schiphollijn, de metro naar Amsterdam-Zuidoost en de Oostlijn van de Rotterdamse metro, de Zoetermeer Stadslijn en de heropening van de spoorlijn naar Veenendaal en Rhenen genoemd en ook uitgevoerd.
Voor deze projecten achtte NS het destijds nieuwe stoptreinmaterieel Mat '64 niet geschikt, vanwege de korte halteafstanden. Reeds uit 1966 dateert dan ook het ontwerp van het Buurtspoormaterieel, dat ook zou moeten kunnen rijden op de metrolijnen in Amsterdam. Zo zouden de treinen vrij laag worden, en geschikt zijn voor zowel 1500 V via bovenleiding als 750 V via de derde rail. De twee- of vierwagentreinen zonder overgang tussen de bakken zouden moeten kunnen vertrekken vanaf een helling van 4% en een maximumsnelheid van 125 km/h moeten hebben. Ook zouden de treinen voorbereid zijn op automatische besturing. Tot 1969 werd aan dit idee vastgehouden.
In het begin van de jaren '70 maakte ir. N.H.C.E. Zeevenhoven van de dienst van Materieel en Werkplaatsen enkele schetsen van een dubbeldekstrein met een zogenaamde splitvloer (verlaagde vloer met zittingen op podesten). Van dit plan kwam niets meer terecht, waarna men de aandacht richtte op enkeldekstreinstellen.
Er kwam een onderzoek naar de mogelijkheid tot gebruik van treinstellen zoals die sinds 1967 in gebruik waren bij het RER-net van de RATP type MS 61. Deze treinen waren in aanschaf voordeliger dan een geheel nieuw type voorstadstreinstel, en ook had de RATP goede ervaringen met deze treinen. Een driewagentreinstel zou 2,7 miljoen gulden (€1,23 miljoen) kosten, tegen 2,3 miljoen gulden (€1,05 miljoen) voor een tweewagenstel SGM. Nadelen van deze Franse treinen waren voor NS:
- minder snelle reizigerswisselingen vanwege de coachopstelling van het interieur;
- ongeschikt voor de natte reiniging van het interieur;
- de schuifdeuren en de slechte ervaringen met dit type in de dieseltreinen Plan U;
- de zwakke, onveilige constructie van de machinistencabine;
- enkelglas, sinds 1933 niet meer bij NS toegepast;
- geen bestemmingsaanduidingen;
- de verouderde techniek (ongeveer gelijk aan Mat '64);
- een afwijkende elektrische installatie, waarbij op bovenleidingloze bruggen de binnenverlichting zou uitvallen;
- het hoge gewicht;
- het probleem van de fabrikanten: NS verwachtte bij gebruik van Nederlandse bedrijven kinderziekten; anderzijds zou het uitsluiten ervan imagoverlies opleveren.

NS besloot de MS 61 niet aan te schaffen en verder te gaan met de ontwikkeling met een eigen type treinstel, aanvankelijk "Buurtspoormaterieel" genoemd.
Bij deze ontwikkeling werd er door NS uitgegaan van:
- een comfortabele en snelle instap; maximaal 1 trede;
- hoge aanzet en beremming, voor ieder 1 m/s²;
- aanzet van 0 tot 50 km/h in 18 sec., tot 100 km/h in 50 sec. en tot 120 km/h in 80 sec.;
- geschikt voor halteafstanden van 1,5 kilometer en haltetijden van maximaal 20 seconden;
- een moderne, compacte kopvorm;
- een moderne, ergonomisch verantwoorde en veilige inrichting van de machinistencabine
- minimum levensduur van 25 à 30 jaar;
- twintigduizend kilometer tussen twee werkplaats-revisies;
- massa van circa 95 ton;
- voldoende vermogen om een extra tussenrijtuig van 26,1 meter, met ongeveer 35 ton massa, te trekken.

## Fabrikanten
In 1972 besloot NS tot aanschaf van 15 proeftreinen (Plan Y0) volgens een offerte van de Duitse treinfabrikant Talbot uit Aken.
Met de volgende fabrikanten werden contracten afgesloten voor de bouw van verschillende onderdelen:
| Onderdeel                                                  | Toeleverancier                                            |
| ---------------------------------------------------------- | --------------------------------------------------------- |
| Rijtuigbakken                                              | Talbot-Aken                                               |
| Electropneumatische rembesturing, antiblokkeerinstallatie  | Oerlikon-Bührle                                           |
| Compressoren                                               | Westinghouse                                              |
| Snelheidsregeling, snelschakelaar                          | Sécheron                                                  |
| Stroomafnemers                                             | Faively                                                   |
| Elektrische installatie                                    | Holec: (HH-Hengelo)                                       |
| Elektrische apparatuur                                     | Holec: (Smit-Slikkerveer) (nu: Alstom)                    |
| Draaistellen                                               | SIG Neuhausen am Rheinfall                                |
| Hoogspanningselementen van de verwarming                   | Clémancon                                                 |
| Remschijven en -cilinders                                  | BSI-Werke                                                 |
| Zijramen                                                   | Süd-Böhl                                                  |
| Retourstroomkabels en -borstels                            | La Carbone-Lorraine                                       |
| Batterijen                                                 | Nife                                                      |
| ATB                                                        | ASI                                                       |
| Wielen                                                     | Klöckner-Müller                                           |
| Pneumatische deuren                                        | Tebel Pneumatiek – Leeuwarden                             |
| Wielaslagers en lagerhuizen                                | SKF                                                       |
| Automatische koppelingen, kortkoppelingen tussen rijtuigen | Noord Nederlandse Machinefabriek                          |
| Interieur- en stuurtafelverlichting                        | Philips                                                   |
| Tandwielkasten                                             | Metaalbedrijf Rademakers                                  |
| Snelheidsmeters                                            | Observator                                                |
| Omroepinstallatie                                          | PTT en Multiper (SGM) Focon Electronic Systems Aps (SGMm) |
| Voedingsomzetters van de ATB- en omroepinstallatie         | Delta Elektronica                                         |
| Bekleding van het Meubilair                                | BMS Projectstoffering                                     |

Talbot maakte in reeds 1972 een mock-up met een cabine en een raam, waarin aan de ene kant een eerste klasse en aan de andere kant een tweede klasse was aangebracht. In 1979 werd deze cabine door NS gekocht en van knoppen en een koppeling voorzien. De kop stond tot 2005 in het voormalige Maliebaanstation en is sindsdien in gebruik als simulator in het vernieuwde Spoorwegmuseum.

## Aflevering

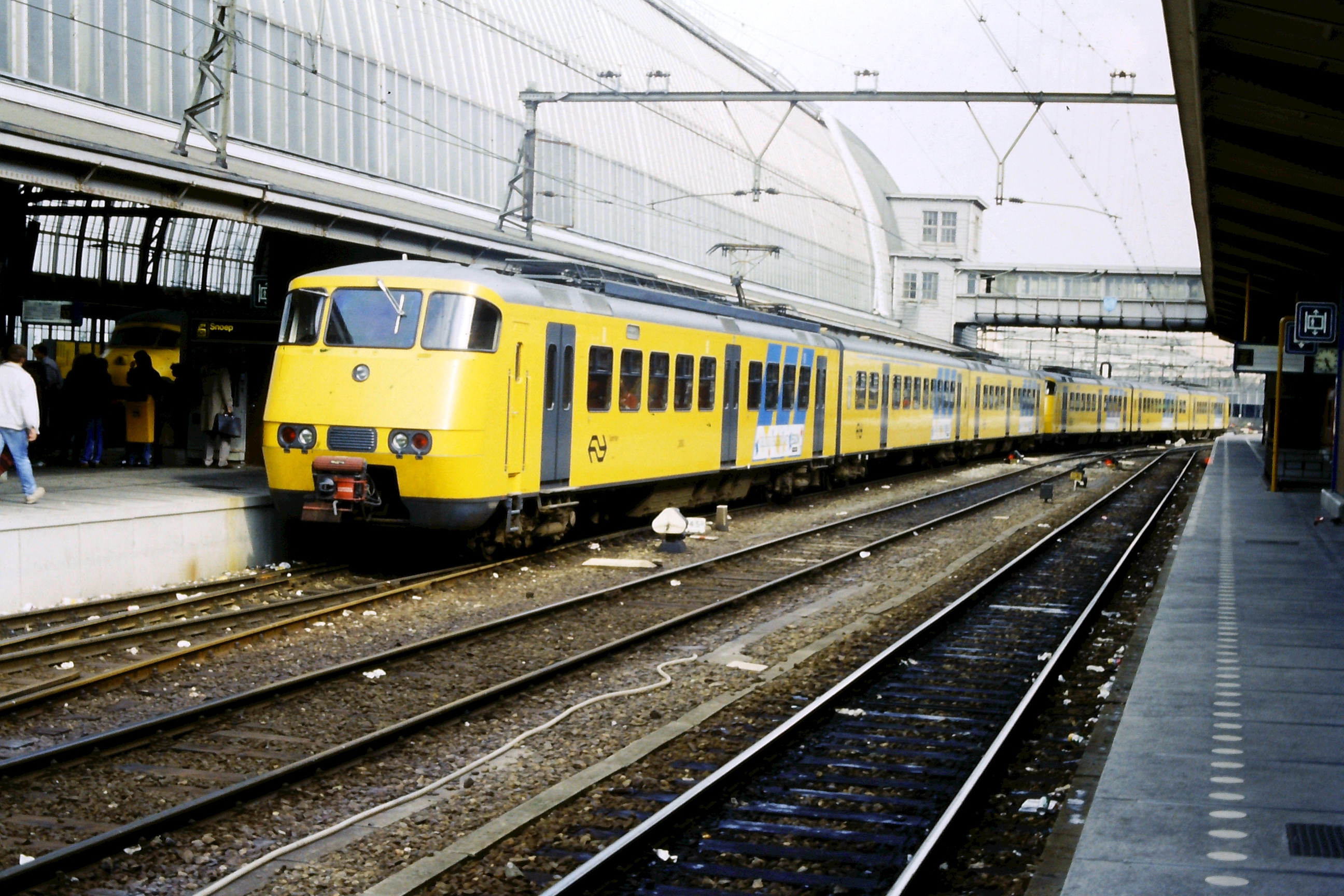
Sprinter in oorspronkelijke kleurstelling te station Amsterdam Centraal in de jaren tachtig.

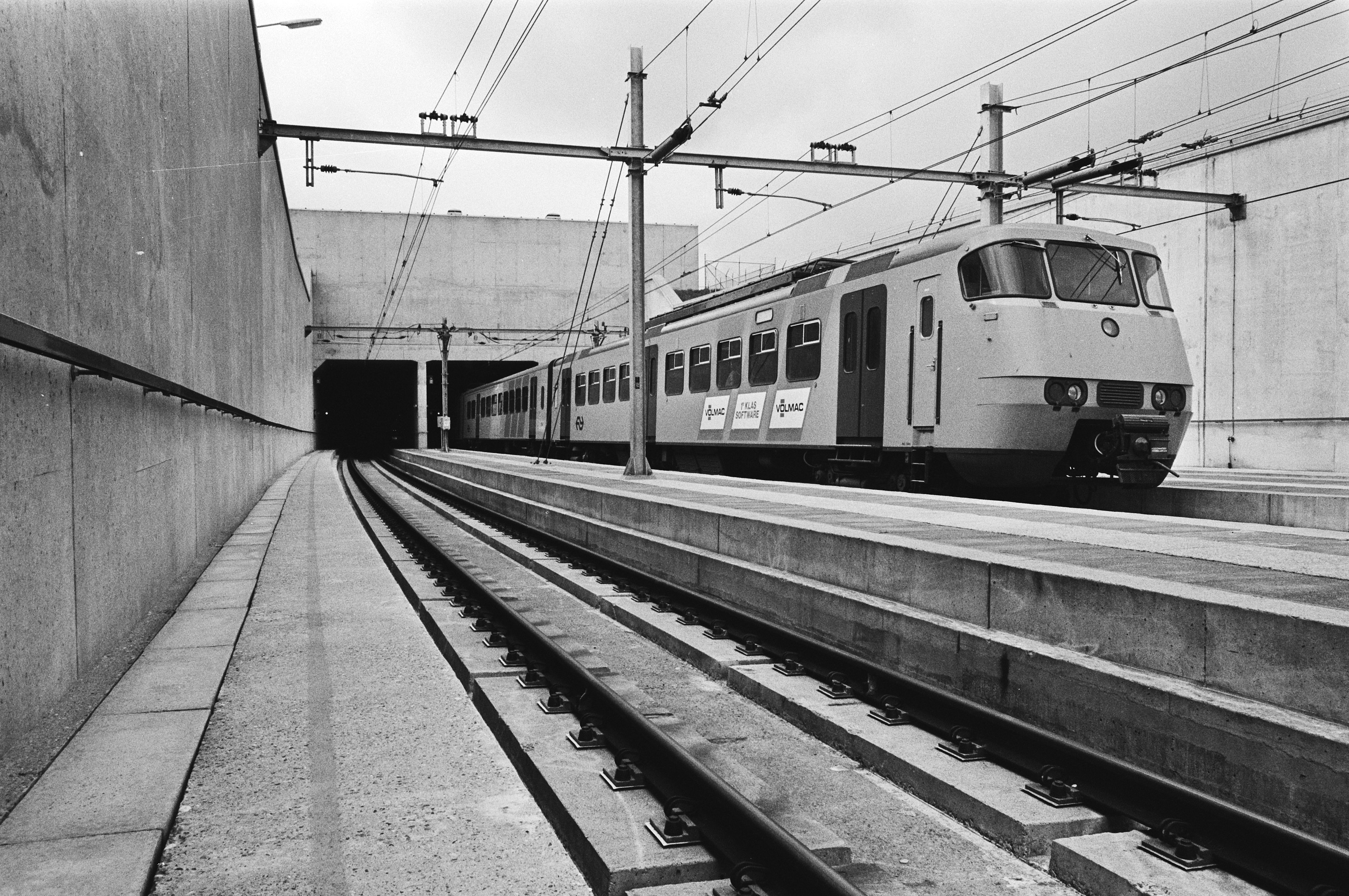
Sprinter tijdens een persbezichtiging van de nieuwe spoorlijn door de Hemtunnel; 11 mei 1983.

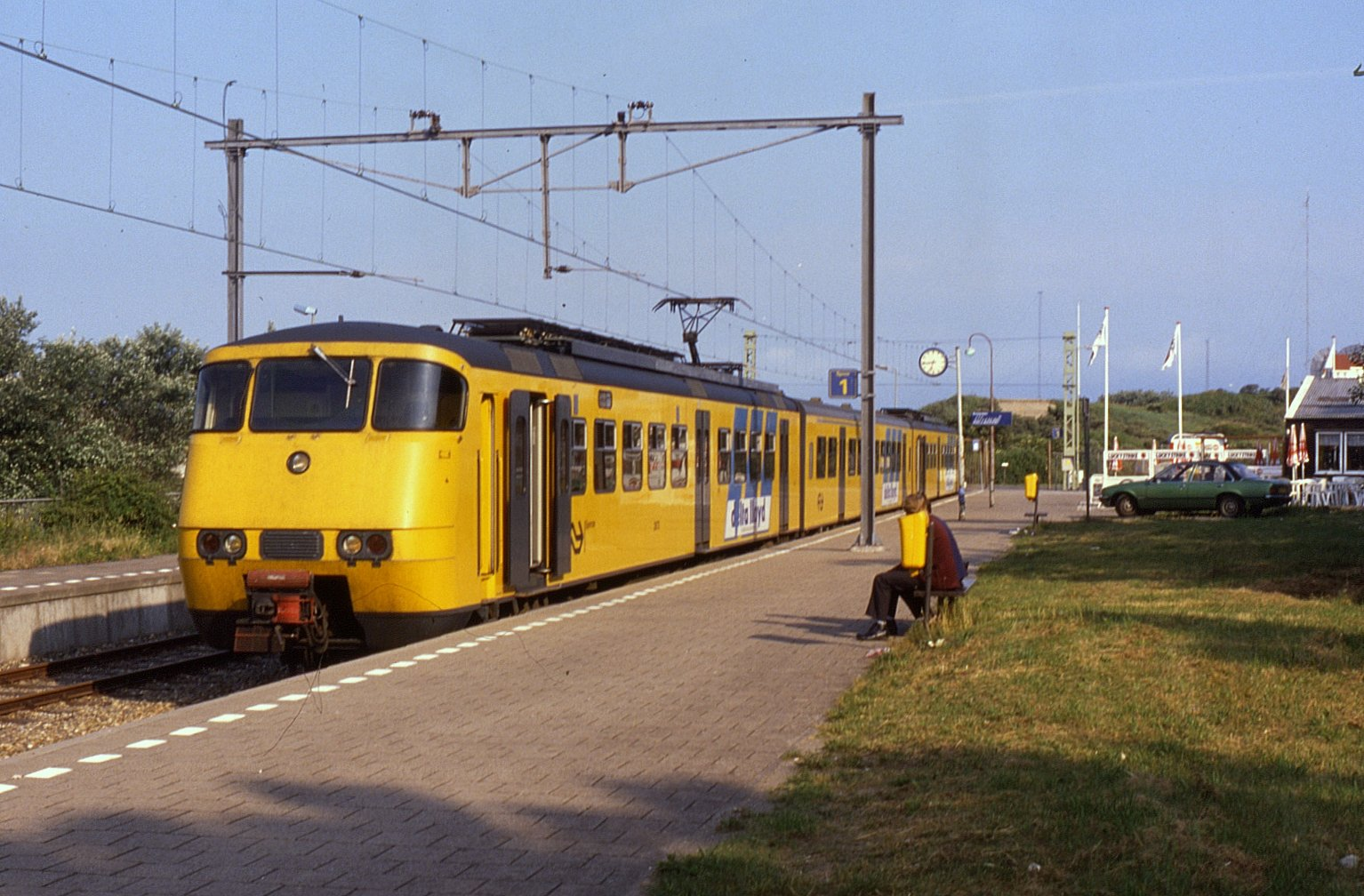
Sprinter te Hoek van Holland; 1990.

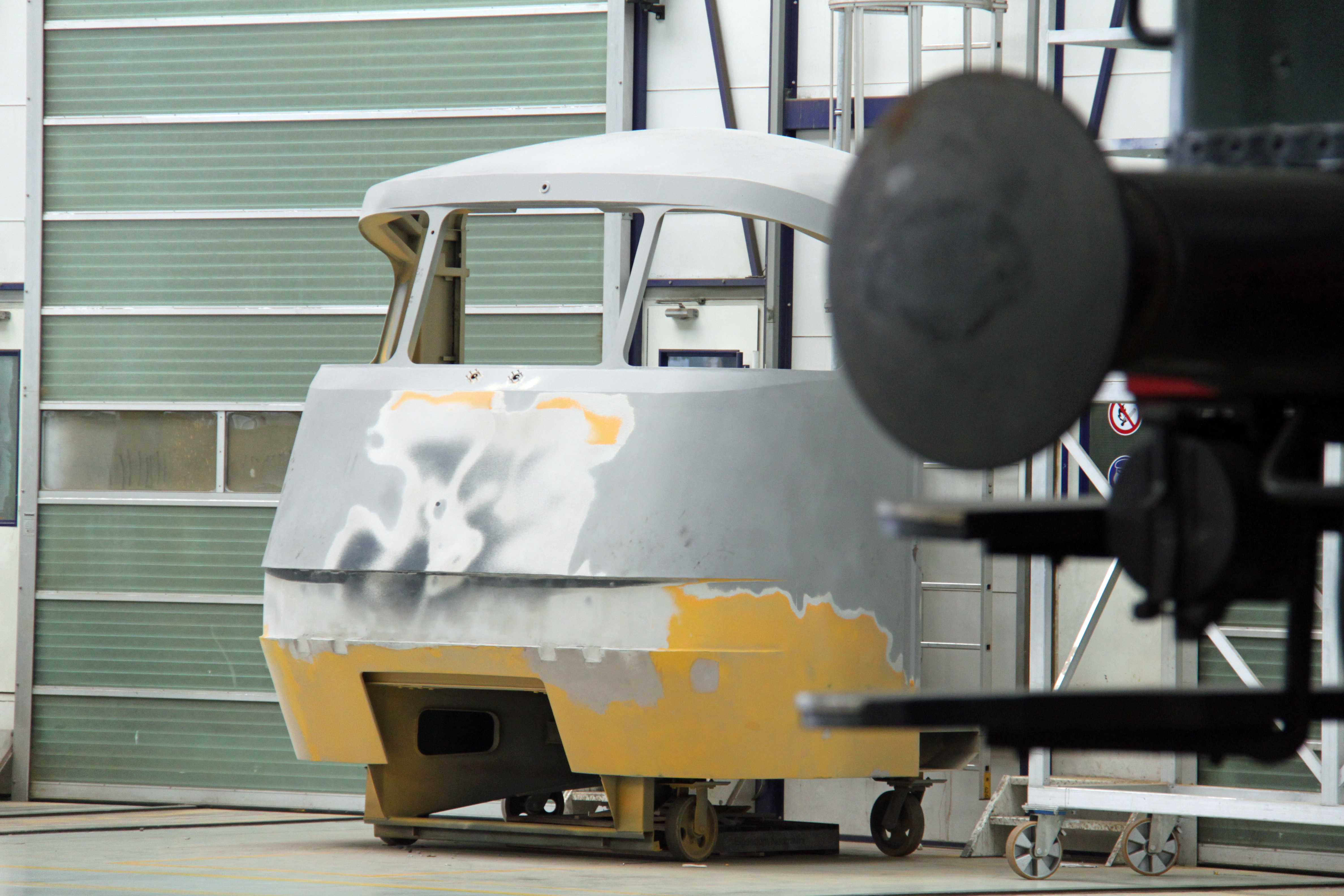
Kop van een Sprinter in de Hoofdwerkplaats Haarlem.

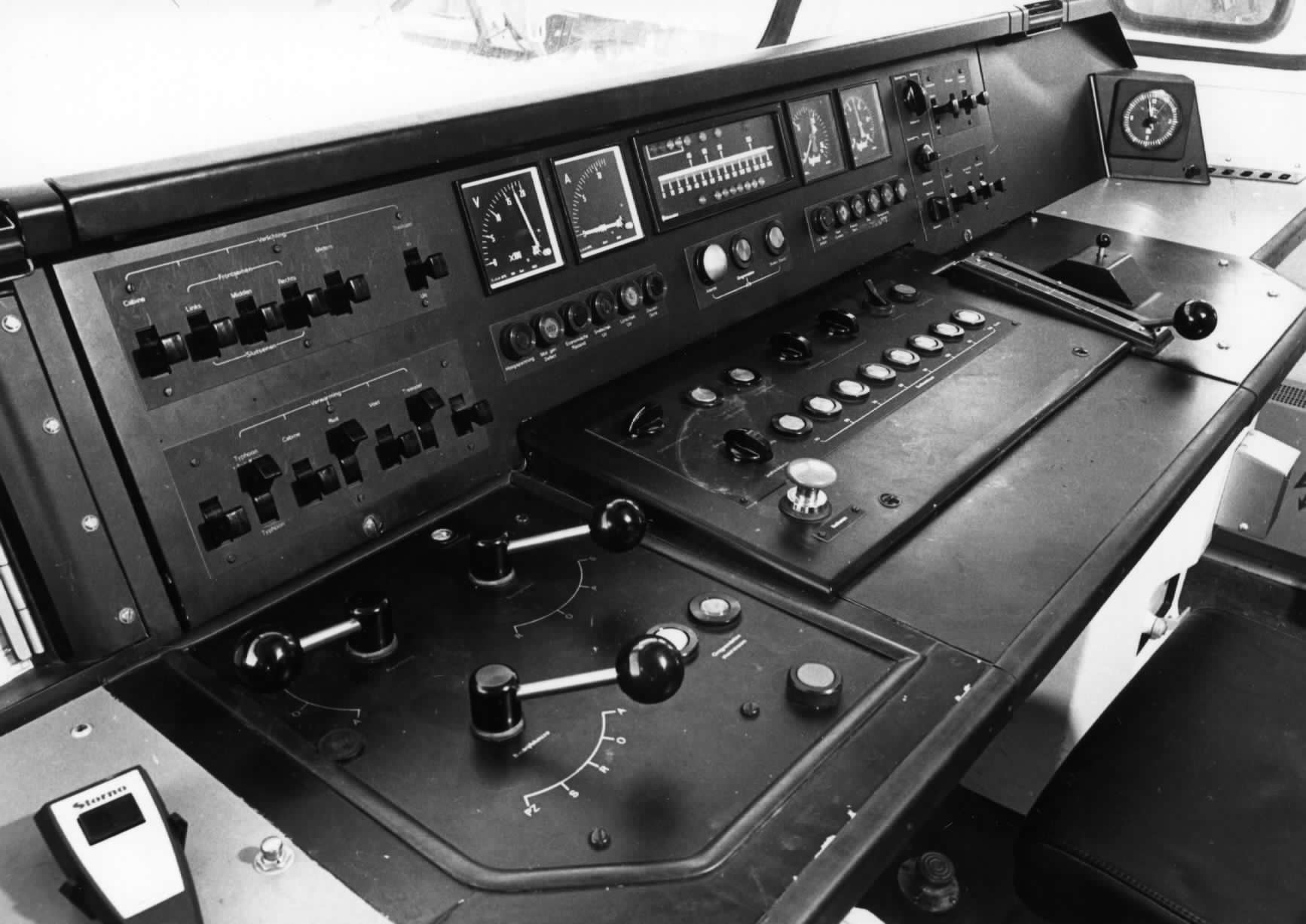
Stuurtafel

De Sprinters zijn gebouwd door Talbot (nu: Bombardier Transportation) in Aken.
Op 7 maart 1975 werd de 2001 afgeleverd, vlak na de aflevering van de elfde serie Plan V, die in totaal uit 13 series bestaat. Deze 2001 reed op 26 maart zelfstandig op de Hofpleinlijn. Als laatste trein van de eerste serie werd op 4 november 1975 de 2015 afgeleverd. De oudste Sprinters zijn dus ouder dan de laatste treinen die (in 1976) werden afgeleverd van het type Mat '64.
De in mei 1977 bij Talbot bestelde serie van 60 treinstellen SGM-1 (Plan Y1) die vanaf 28 september 1978 werden afgeleverd.
In juni 1981 werden 60 niet gemotoriseerde middenrijtuigen besteld (Plan Y2) om snel meer zitplaatscapaciteit te creëren door de tweewagen-treinstellen tot driewagen-treinstellen te verlengen. Nog voor de aflevering van deze 60 tussenrijtuigen op gang kwam, bestelde NS in september 1981 nog eens 15 tweewagen-treinstellen (Plan Y3), die in 1983 direct als driewagen-treinstellen met een tussenrijtuig uit de bestelling van juni 1981 als SGM-2 in dienst werden gesteld.

## Technische gegevens
Om deze diensten effectief te kunnen uitvoeren was materieel nodig dat weinig tijd nodig had voor in- en uitstappen (dus veel deuren) en snel kon optrekken (dus veel motorvermogen). Deze eigenschappen maakten dat officiële bijnaam Sprinter werd. Acht tractiemotoren van ieder 160 kW leverden samen een vermogen van 1280 kW, waarmee de tweedelige treinstellen (gewicht 106 ton) van 0 naar de topsnelheid van 125 km/h kunnen accelereren in 72 seconden (ter vergelijking: een viertje Mat '54 woog 210 ton bij een vermogen van 1310 kW). Een elektrodynamische rem zorgt voor geringe slijtage van de remblokken. Ook de driedelige treinstellen kregen de naam Sprinter, hoewel ze door het hogere gewicht en het ontbreken van motoren in het middelste rijtuig lang niet zo snel konden optrekken. De rij- en remweerstanden zijn op het dak geplaatst.

### Cabine
In de cabine van een Sprinter bedient de machinist de trein. De snelheid kan zowel handmatig als automatisch geregeld worden. Een Sprinter heeft voor de automatische regeling 8 drukknoppen (40, 60, 70, 80, 90, 100, 110, 120 km/h) om de snelheid te kiezen. Meldlampjes in de snelheidsmeter tonen de ingestelde snelheid. Door een lagere snelheid te selecteren, maar ook door bediening van het rijremhandel kan worden geremd. Bij een remming met het rijremhandel vervalt automatisch de ingestelde snelheid: na het loslaten van de rem moet de snelheid opnieuw worden gekozen.
Sinds enige tijd is SGM uitgerust met een intermitterende dodemaninrichting. Het dodemanpedaal moet tijdens de rit continu ingedrukt worden gehouden. Als het pedaal 60 seconden ingedrukt is geweest, licht de meldlamp "dodeman" op en na 2,5 seconden klinkt ook een zoemer. Het pedaal moet nu kortstondig losgelaten worden, anders voert de dodeman een snelremming uit.

### Treinstellen 2001-2015
De tweedelige Sprinters 2001-2015 werden in 1975 gebouwd. Omdat de treinstellen dienst zouden gaan doen op de Zoetermeerlijn en de geplande stadsspoorweg tussen Utrecht en Nieuwegein werden toiletten, eerste klasse en een doorloop tussen beide bakken achterwege gelaten. Hoewel de verbinding met Nieuwegein nooit is uitgevoerd als spoorweg, konden deze treinstellen wel 'Nieuwegein' als eindbestemming op de koersrol tonen. De 2014 en 2015 zijn bij wijze van proef in dienst gekomen met een chopper-vermogensregeling van GEC op basis van thyristoren, in plaats van de weerstandsregeling van de overige treinstellen. Deze proeven verliepen niet succesvol. Nadat de twee treinstellen enkele jaren aan de kant gestaan hadden, werd in 1997—met succes—een nieuwe choppervermogensregeling op basis van IGBT's (geleverd door Traxis) ingebouwd als proef voor de te moderniseren driewagenstellen.

### Treinstellen 2021-2035, 2036-2080 (2836-2880) en 2836-2895
De vervolgserie (2021-2080) werd gebouwd in 1978-1980. Deze treinstellen hadden wel een toilet en een doorloop tussen de beide rijtuigen. De treinstellen 2036-2080 werden in 1983 verlengd met een niet aangedreven tussenrijtuig, met daarin ook een eerste klas-afdeling. Anders dan de kopbakken kregen deze tussenbakken maar twee balkons. De treinstelnummers werden hierbij gewijzigd in 2836-2880. Talbot heeft de 2881-2895 direct als 'drietje' geleverd. Door het ontbreken van motoren onder de middenbak trokken deze treinstellen langzamer op dan de 'tweetjes'.
In totaal waren er toen 30 tweedelige Sprinters (2001-2015 en 2021-2035) en 60 driedelige Sprinters (2836-2895).

### Serie- en parallelschakeling
De motoren konden zowel allemaal in serieschakeling als in twee parallel geschakelde groepen gevoed worden. In deze laatste schakeling had men meer vermogen ter beschikking, zij het met een hoger energieverbruik. Omdat de parallelschakeling weinig gebruikt werd, is om energie te besparen bij de tweewagenstellen die nog over waren in de jaren '80 deze schakeling geblokkeerd, en konden de motoren alleen in serie geschakeld rijden.

## Concepten

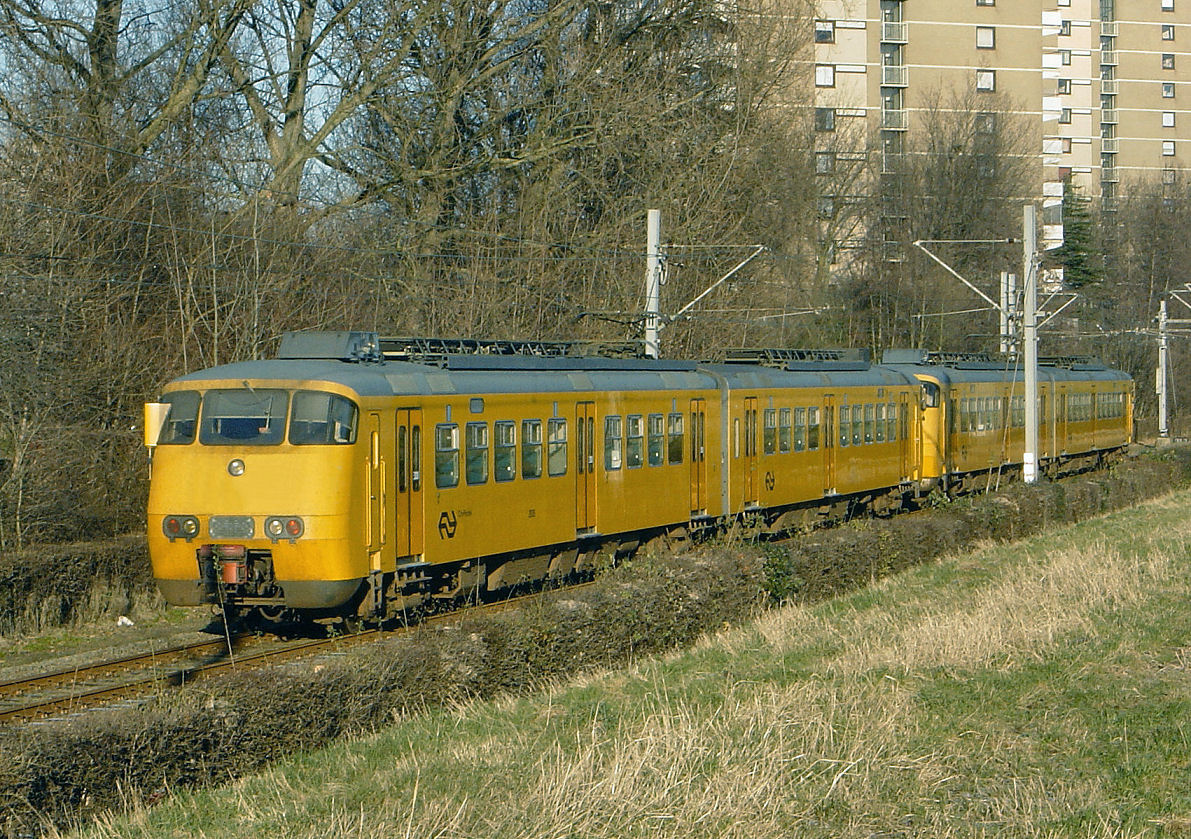
CityPendel op de Zoetermeer Stadslijn.

### SpitsPendel
De 2027 en 2029 werden in 1994 verbouwd tot zogenaamde SpitsPendels en daarna ingezet tussen Rotterdam Centraal en Vlaardingen tijdens de spitsuren. De verbouwing had als doel het in- en uitstappen te versnellen en een verhoogde capaciteit te creëren. Er werden zitplaatsen vervangen door klapzittingen en staanplaatsen gemaakt door grijpstangen in te bouwen. Tevens werden de toegangen tot de balkons vergroot. De eerste klasse werd verwijderd. De 2027 heeft enige tijd met totaalreclame voor het Algemeen Dagblad gereden.

### Strandsprinter
Omdat de intercity's serie 800/900 tussen Zandvoort aan Zee en Eindhoven/Maastricht in de jaren '90 te lang werden om te stoppen langs de perrons op de stations van Overveen en Zandvoort aan Zee, werden deze series vanaf de dienstregeling 95/96 ingekort tot Haarlem. De routemanager van het traject Haarlem - Zandvoort kon twee Sprinters SGM-II inzetten: de 2026 en 2028. Deze kregen voor deze lijn een speciaal kleurenschema: aan de buitenkant de tekst "Strandsprinter" en diverse gekleurde strandballen. De strandballen werden na korte tijd weer verwijderd.

### CityPendel
In 1997 werden alle tweedelige Sprinters verbouwd tot Stadspendel, voor inzet op de Zoetermeer Stadslijn en Hofpleinlijn. Later werd de term gewijzigd in CityPendel. De schotten tussen de afdelingen en balkons werden verwijderd, waardoor de treinstellen een meer metro-achtig interieur kregen, dus minder stoelen en meer staanplaatsen. Deze treinen kregen al gauw de bijnaam sta-trein. Ook kenden deze treinstellen geen eerste klas meer. Aan de buitenkant werden de grijze deuren geel geschilderd en ook de blauwe reclamebanen werden verwijderd. De treinen werden daardoor ook wel 'bananen' genoemd. De driedelige treinstellen werden ingericht voor eenmanbediening en daarom onder andere voorzien van een achteruitkijkspiegel aan de rechterkant. De tweedelige treinstellen die altijd op de Zoetermeer Stadslijn hadden gereden, waren hiervoor al geschikt. Enkele stellen waren voorzien van bewakingscamera's. Nadat besloten was ook alle tweedelige stellen alsnog een midlife-revisie te geven werden de stellen weer gelijk gemaakt aan de driedelige stellen.

### NachtSprinter
Speciaal voor de inzet in de nieuwe nachttrein Extra Express op de Zoetermeer Stadslijn werd de 2008 in het revisiebedrijf van Haarlem voorzien van een aparte beschildering, bedacht en aangebracht door kunstenaar Peter van Ede. Het was geen succes, mede doordat er in deze trein geen toilet aanwezig was. De trein bestond in deze vorm van november 1994 tot april 1995.

## SGMm: de gemoderniseerde Sprinter

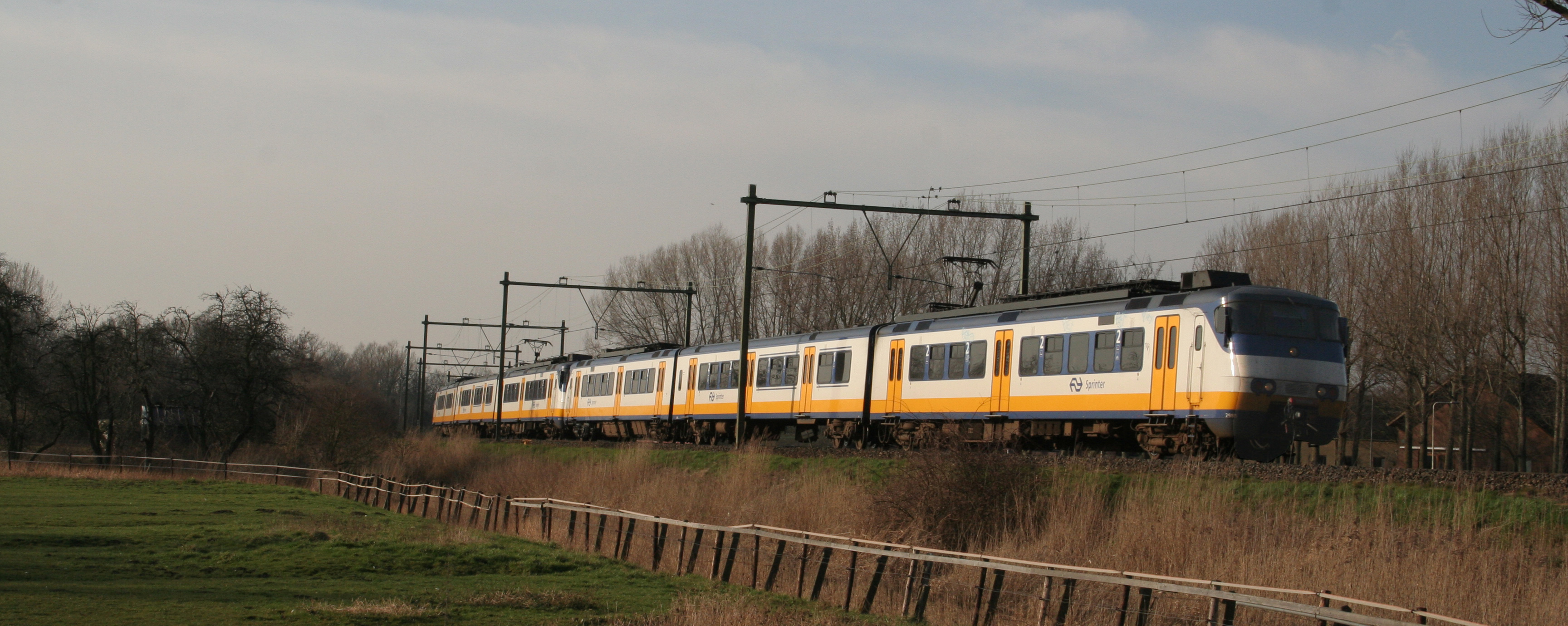
Twee driedelige Sprinters als trein 7400 naar Rhenen.

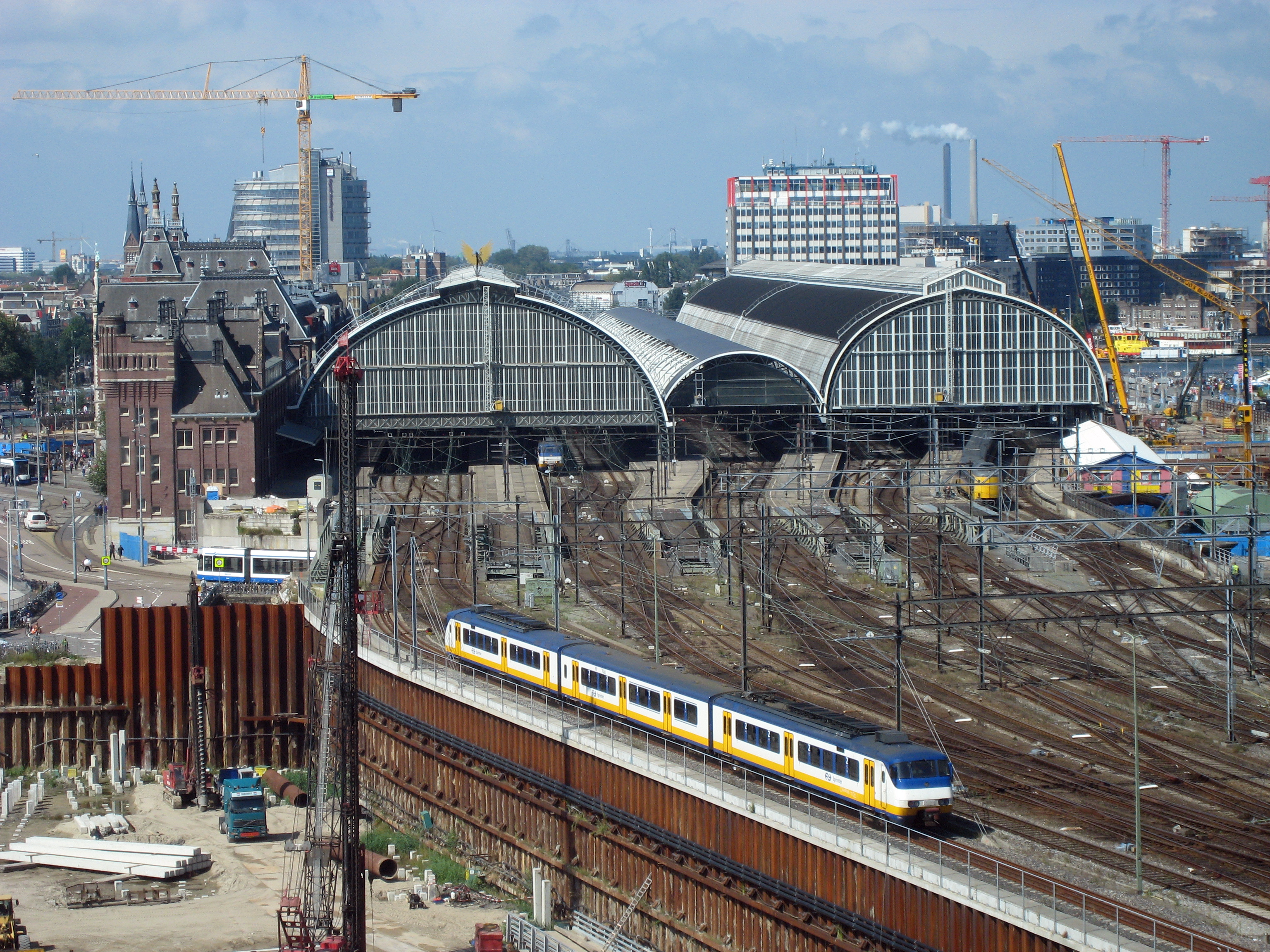
Gemoderniseerde Sprinter bij Amsterdam Centraal.

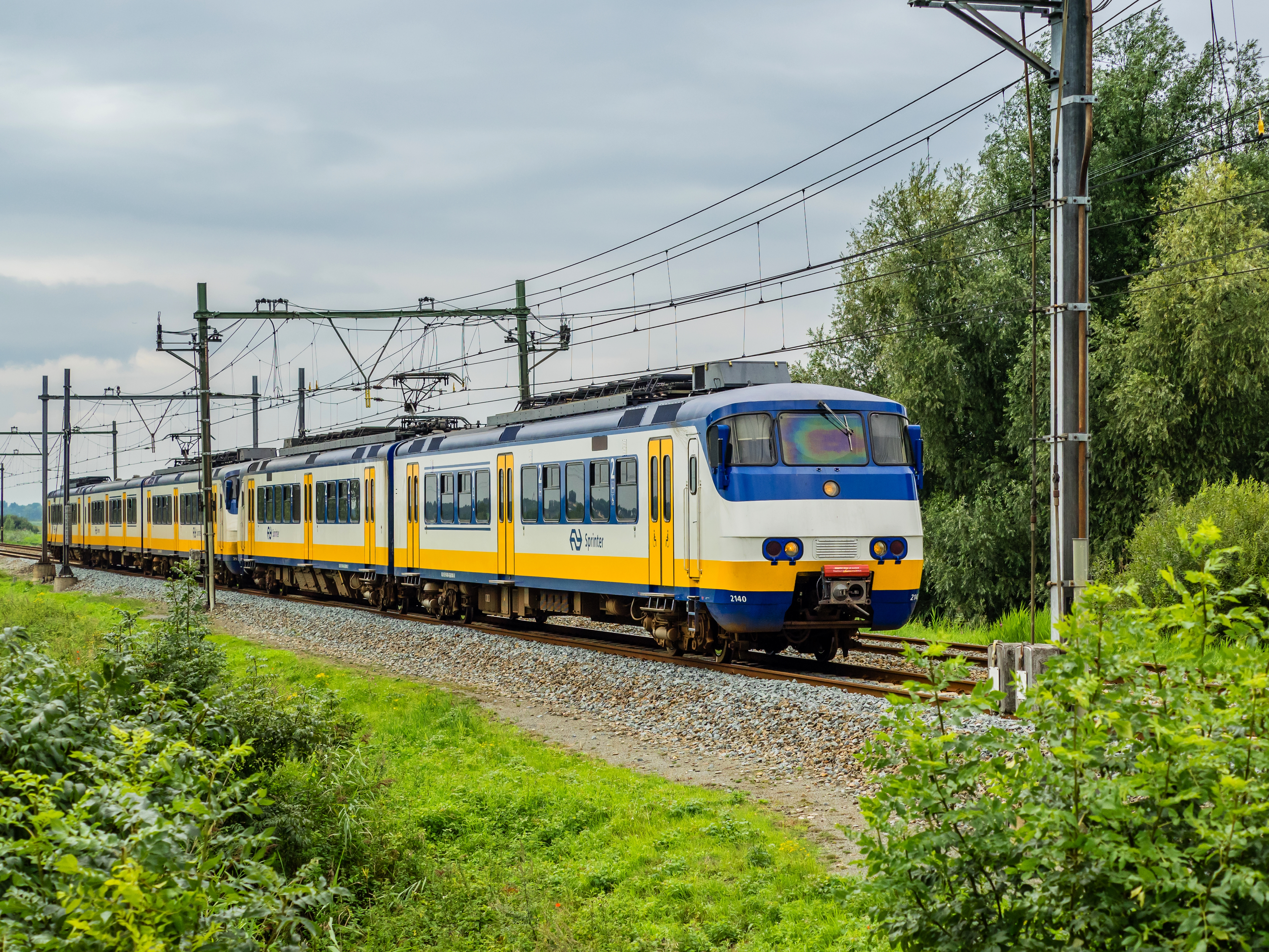
Een gemoderniseerd tweedelig treinstel te Hekendorp; 2015.

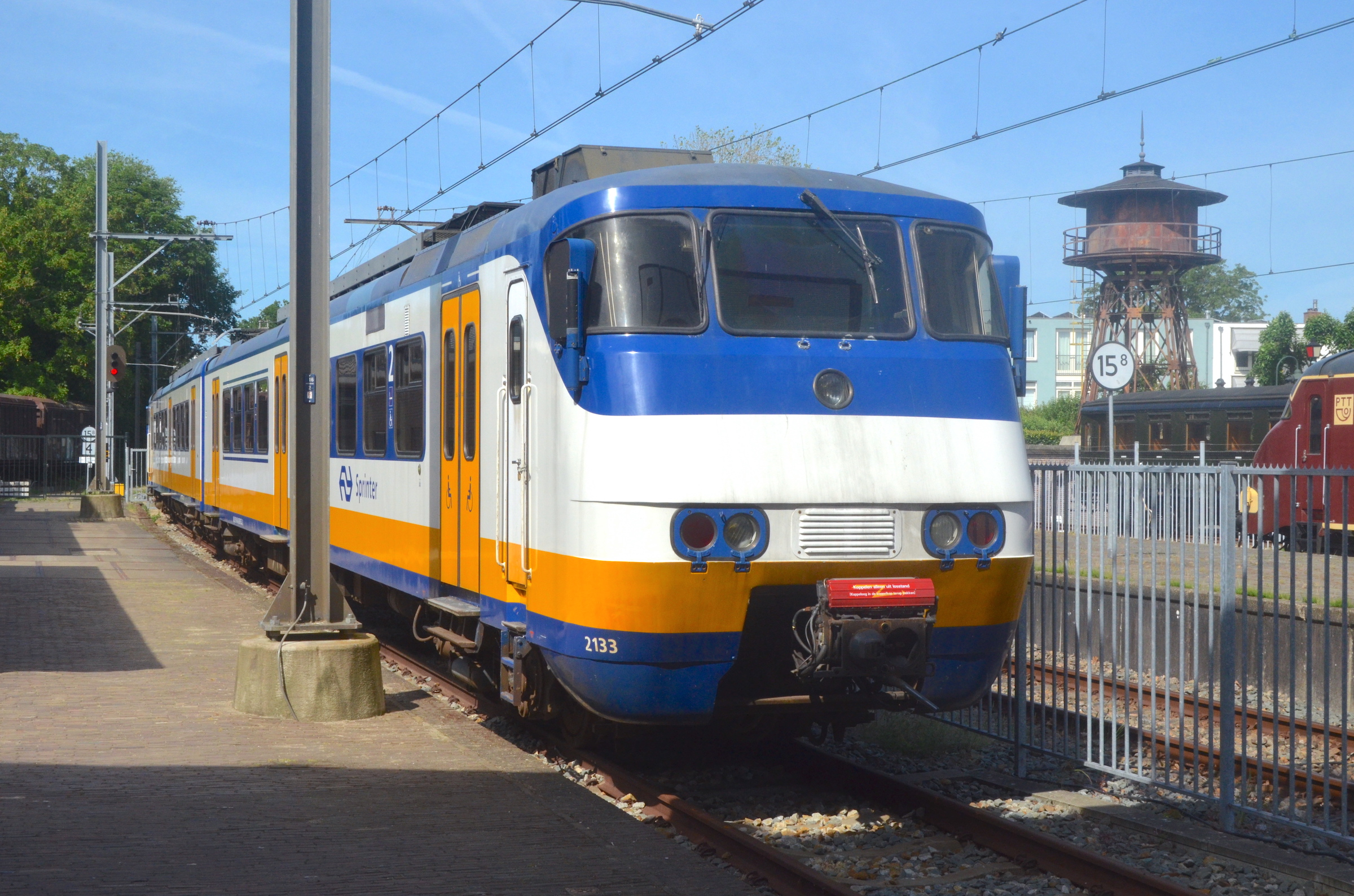
Tweedelig treinstel 2133 in het Spoorwegmuseum te Utrecht; 15 juni 2021.

Vanaf de zomer 2003 tot eind 2006 hebben alle driedelige Sprinters een midlife-revisie gekregen in de Deense vestiging van Bombardier te Randers. Het interieur werd geheel vernieuwd en de scheidingswanden tussen de balkons en afdelingen waren nu van glas. Het plafond werd hoofdzakelijk in grijs en wit uitgevoerd, de vloer donkergrijs met kleurige spikkels. De middenbak kreeg extra deuren, zodat alle bakken nu evenveel deuren hebben. Ook de tractie-installatie is aangepast; er zijn nieuwe IGBT-chopperinstallaties van Alstom Traxis ingebouwd, waardoor de treinstellen nu sneller kunnen optrekken en regeneratief kunnen remmen. De rij/remweerstanden op het dak worden nog steeds gebruikt voor het ED-remmen. In het middenrijtuig is de conducteursruimte verdwenen, waardoor de tweede klas is vergroot, en de balkons zijn groter geworden. Geen enkele stoel, ook niet in de eerste klas, heeft armleuningen tussen de stoelen (alleen aan de zijkanten). Het aantal zitplaatsen wordt voor het eerst niet meer aangegeven in de treinen. Ook hebben de treinen nu een automatische halteafroep ingesproken door Loes van der Schaft en een passagiersinformatiesysteem: op elektronische lichtkranten worden de stations met aankomsttijden weergegeven. De buitendeuren sluiten automatisch na enige tijd, dit is dus niet altijd het teken dat de trein gaat vertrekken. De treinen kregen aan beide kanten achteruitkijkspiegels. De gemoderniseerde Sprinters worden aangeduid als SGMm. Ter onderscheid zijn de treinstelnummers verhoogd met 100, zodat deze treinstellen nu de serie 2936-2995 vormen. Ook de kleurstelling is veranderd. Voor het eerst sinds de jaren 70 is de basiskleur niet meer geel, maar wit, aangevuld met blauw en geel.
In september 2006 zijn twee CityPendels naar Denemarken vertrokken, waar bekeken werd of het zinvol was de overige sprinters ook te moderniseren. De uitkomst was positief. Deze revisie begon in april 2007 en duurde tot 2009. De stellen kwamen uit Denemarken terug met een nummer in de 2100-serie, hiervoor is het stelnummer met 110 verhoogd (2111-2145), zodat er geen nummers zijn die voorheen door Stoptreinmaterieel '90 zijn gebruikt (2101-2107). De 15 stellen uit de eerste serie zijn bij de revisie voorzien van een bakovergang en alle 30 stellen zijn weer voorzien van een eerste klasse reisgelegenheid. Het energieverbruik van de treinstellen is na de modernisering met 25% verminderd.
Er reed één SGMm (2973) met ledverlichting rond als proef.

## Buitendienststelling en afvoer
Op 9 december 2018 begon de indienststelling van de opvolger van de SGM, de Sprinter Nieuwe Generatie (SNG). Vanaf dat moment werden de SGM's geleidelijk buiten dienst gesteld. Inmiddels stond een aantal stellen met (brand)schade terzijde. Van die treinstellen werden in april 2018 de eerste rijtuigen voor sloop afgevoerd.
Eind 2019 is de buitendienststelling begonnen. Vanaf 2020 vond de afvoer op grotere schaal plaats toen er voldoende vervangende nieuwe SNG-treinstellen in dienst gesteld werden. De SGM-treinstellen bereikten een leeftijd van 37 à 46 jaar. Diverse onderdelen worden verkocht aan liefhebbers.
- Omstreeks 15 december 2019 zijn de stellen 2111, 2114, 2117 t/m 2121, 2123 t/m 2125, 2131, 2959, 2982, 2986 en 2987 als eerste terzijde gesteld.
- Op 1 en 2 februari 2020 zijn de stellen 2116, 2133, 2141, 2145, 2937, 2945, 2947, 2954, 2955 en 2965 terzijde gesteld.

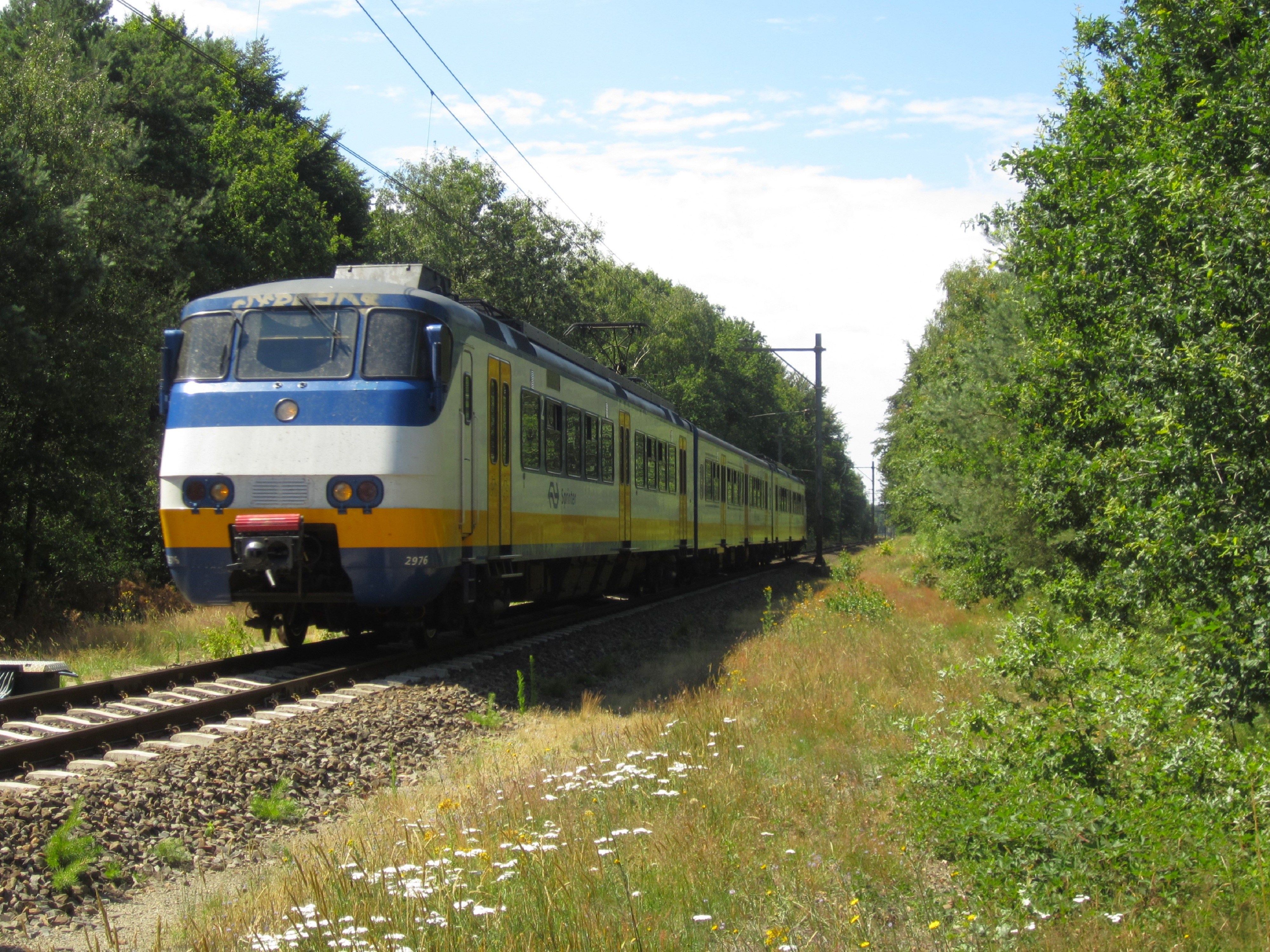
SGMm 2976 in de bossen bij Soest in 2019.

- SGMm 2976 in de bossen bij Soest in 2019.Omdat zwaar schadeherstel van SGMm stellen vanwege de hoge leeftijd niet meer werd uitgevoerd, viel in november 2020 het doek voor de 2948 (afgebroken koppeling) en de 2137 (botsing met DDZ stel in Zutphen).
- Door de corona-pandemie werd de levering van nieuwe sprinters vanuit Spanje vertraagd en daarom werden er na februari 2020 enige tijd geen sprinters meer terzijde gesteld. Pas op 13 december 2020, met ingang van dienstregeling 2021, is de draad weer opgepakt en viel het doek voor de stellen 2122, 2939, 2953, 2958, 2961, 2963, 2964, 2967, 2981 en 2991.
- Eind december 2020 raakte de 2944 defect en werd deze terzijde gesteld.
- Blijkens het wijzigingsblad van 1 februari 2021 zijn in de periode 25 januari tot 1 februari de stellen 2112, 2113, 2115, 2134, 2144, 2936, 2938, 2941 t/m 2943, 2946, 2952, 2956, 2957, 2969, 2971 t/m 2973, 2983 t/m 2985, 2988 en 2989 terzijde gesteld.
- Omstreeks Oktober 2021 raakte de 2974 dusdanig defect dat deze terzijde is genomen.
- Nadat op 3 december 2021 stellen 2142 en 2960 waren geëindigd als 11780 in Den Haag, werden ze de volgende dag terzijde genomen.
- Op 11 december 2021 reden de laatste stellen die gedurende dat jaar in de sprinterdienst Den Haag Centraal – Dordrecht hebben gereden (2132, 2135, 2136, 2138 t/m 2140, 2143, 2950, 2951, 2962, 2966, 2968, 2975 t/m 2980, 2990 & 2992 t/m 2995).[10] Hiermee kwam een einde aan de inzet van dit materieeltype na een periode van 46 jaar (1975-2021). Treinstel 2951 maakte de laatste meters in de reguliere reizigersdienst, door op 12 december 2021 om 1:14 te Utrecht Centraal te eindigen als 5688 uit Zwolle.

In mei 2020 werd treinstel 2133 overgedragen aan het Spoorwegmuseum.
In april 2021 werd stel 2134 overgenomen door ProRail Incidentenbestrijding. Hierbij werd de gele streep aan de buitenzijde vervangen door een rode.
In december 2021 werd treinstel 2995 naar het Spoorwegmuseum gereden, om gezamenlijk met de 2133 op een later moment nog een afscheidsrit te rijden. Het lot van de 2995 na afscheidsrit is onbekend, waarschijnlijk zal deze ook worden afgevoerd.
De overige treinstellen werden in 2020-2021 buiten dienst gesteld en (voor het grootste deel) voor sloop afgevoerd.

## Ongevallen

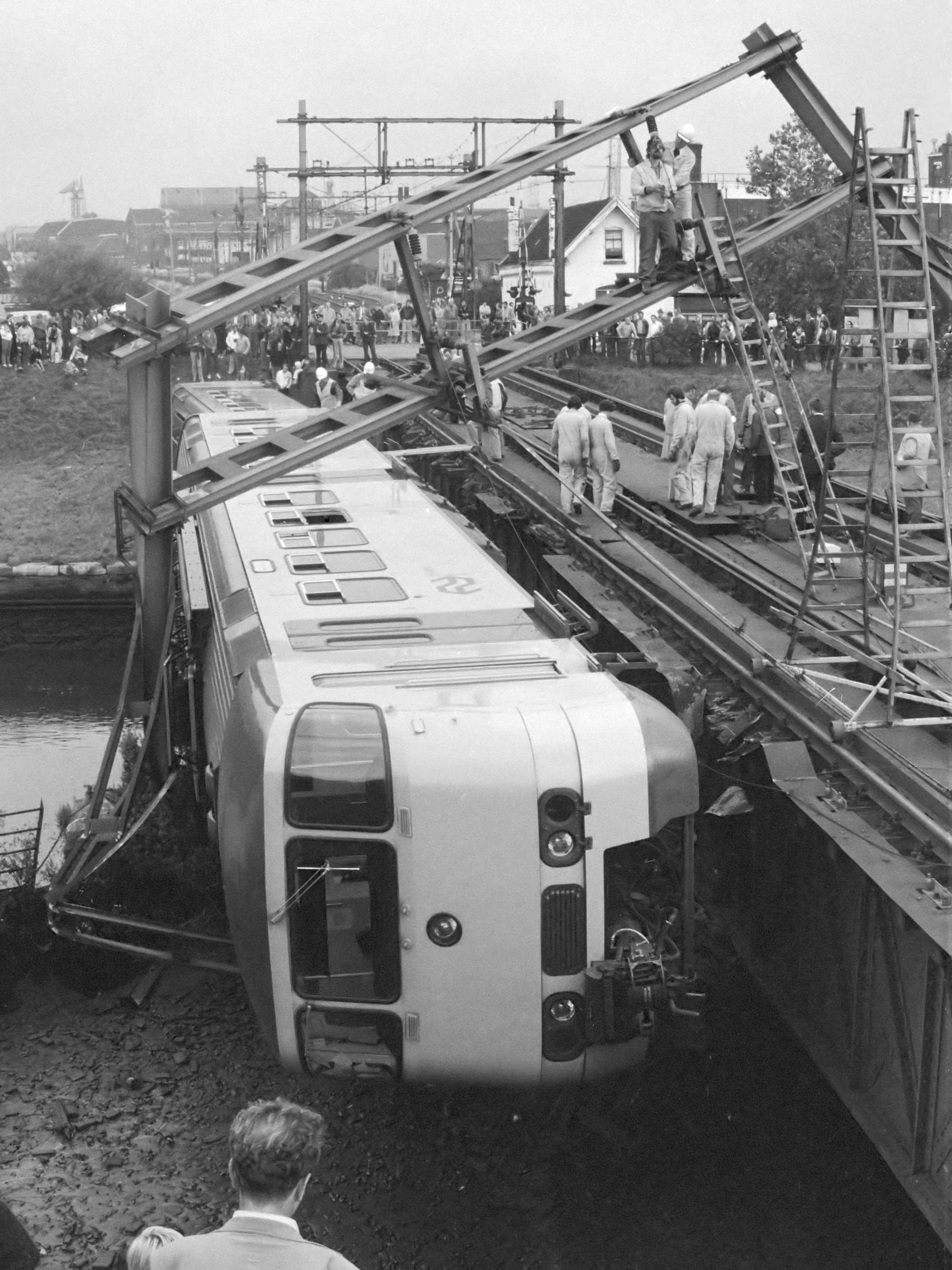
Spoorwegongeval te Vlaardingen Centrum in 1980 waarbij een Sprinter op zijn kant naast de draaibrug terechtkwam.

- Op 4 mei 1976 raakten de 2001 en 2008 betrokken bij een ernstig treinongeluk bij Schiedam, waarbij 24 mensen omkwamen. De ABk van de 2008 werd geheel vernield en vervolgens gesloopt. Voor 1,5 miljoen euro bouwde Talbot een nieuwe bak, die afwijkend was van de andere treinen uit deze serie.
- 15 september 1980: De draaispoorbrug over de haven van Vlaardingen was niet geheel gesloten toen treinstel 2049 met lage snelheid passeerde. De trein ontspoorde hierdoor, kantelde en viel van de brug, maar bleef boven het water hangen. Herstel van de Bk duurde bijna een jaar.
- De 2057 botste op 27 december 1980 bij Warmond op een werktrein voor de Schiphollijn. Hierbij liep de trein botsschade op.
- Op 13 december 2003 reed de 2869 bij het kopstation Den Haag Centraal een bonbonwinkel in doordat deze niet op tijd voor het stootjuk tot stilstand kwam.
- Op 15 december 2007 is een leeg treinstel op een kopspoor bij Amsterdam Zuid door een stootblok gereden. Het treinstel ontspoorde gedeeltelijk.
- Op 20 februari 2009 was er een aanrijding met een leeg busje bij Ellecom. De trein werd beschadigd afgevoerd voor reparatie.
- Op 21 mei 2009 vielen twee doden bij een ongeluk bij een onbewaakte overgang in Teuge (tussen Apeldoorn en Deventer).

## Treinsoort sprinter
Met de introductie van SGMm wordt de naam Sprinter op de meeste lijnen waar dit materieel rijdt ook gebruikt als treincategorie in plaats van stoptrein. Ook de nieuwere lighttrains die NS voor dit soort treindiensten gebruikt rijden onder de naam Sprinter. Zie hiervoor het artikel Sprinter Lighttrain.

## Inzet

### Geschiedenis
Op 1 september 1975 werden de eerste Sprinters ingezet op de Hoekse Lijn tussen Rotterdam en Hoek van Holland, waar een proefbedrijf werd gehouden. Hiervoor werden de treinstellen 2002-2009 gebruikt. Zeven andere werden voor instructie en proefritten gebruikt, terwijl de 2014 en 2015 lange tijd stilstonden wegens de inbouw van een chopperinstallatie. Toen de Zoetermeer Stadslijn vanaf mei 1977 gedeeltelijk in gebruik werd genomen, werden daar ook Sprinters ingezet. Na de aflevering van de serie SGM-1 werd een aantal treinen op de Zoetermeerlijn versterkt met een derde stel. Ook werden drie treinen ingezet op de Hofpleinlijn. Begin jaren '80 werden ook de serie 5100 Rotterdam Centraal – Den Haag Centraal en 4800/4900 Haarlem – Bloemendaal – Uitgeest/IJmuiden bediend. Later kwamen hier ook andere stoptreindiensten in Noord- en Zuid-Holland bij. Ook kwamen de stellen op de Flevolijn te rijden. Met de komst van het nieuwe dubbeldeksmaterieel verschoven de treindiensten meer richting Utrecht, Brabant en de Zeeuwse lijn.
Later concentreerde het inzetgebied van de Sprinters zich weer voornamelijk in de Randstad. Een opvallende uitzondering hierop was de inzet op de IJssellijn in de stoptreindienst tussen Zutphen en Nijmegen, nodig vanwege de krappe rijtijden, in de stoptreindienst tussen Arnhem en Ede-Wageningen en in de stoptreindienst tussen Apeldoorn, Almelo en Enschede. Door de afvoer van Mat '64 in 2016 kwamen de Sprinters ook weer elders in het land te rijden.

### Inzet van CityPendels
CityPendels werden voornamelijk ingezet op de Zoetermeer Stadslijn, Hofpleinlijn (Rotterdam Hofplein – Den Haag Centraal) en Hoekse Lijn (spitspendels Rotterdam Centraal – Vlaardingen Centrum).
Sinds 3 juni 2006 zette NS, vanwege de verbouwing naar RandstadRail, geen CityPendels meer in op de Zoetermeerlijn en Hofpleinlijn. De vrijgekomen treinstellen werden sinds 10 december 2006 voornamelijk ingezet in diverse spitstreinen en op de pendeldienst van Utrecht Centraal naar het Nederlands Spoorwegmuseum. Ook werden enkele stellen, bijvoorbeeld op de Gooilijn, gebruikt om treinen die werden gereden met SGMm te verlengen.
Vanwege een technische aanpassing aan de SGMm was het in 2008 niet meer mogelijk SGM-II's in te zetten in series waar ook SGMm's rijden. Begin 2009 zijn de laatste ongereviseerde SGM-II's naar Denemarken vertrokken. De gereviseerde SGM-II's, werden ingezet in combinatie met SGMm, dus met name in de reguliere SGMm-diensten. De gereviseerde SGM-stellen kwamen terug in hun gebruikelijke inzetgebieden.

### Inzet van het SGMm in december 2021
De laatste dagen van de dienstregeling 2021 waren de laatste dagen van de inzet van het SGM bij NS. NS heeft de treinen in de laatste periode (tot en met 11 december 2021) ruwweg ten noorden en ten westen van de virtuele lijn Dordrecht – Rhenen – Zutphen – Almelo – Groningen ingezet. Op twitter waren onder #dagsgmm afscheidstweets en foto's te zien.

## Overzicht
| Nummer | Voormalig nummer | In dienst                  | Huidige of laatste eigenaar / gebruiker | Status                                   | Jaar van buitendienststelling |
| ------ | ---------------- | -------------------------- | --------------------------------------- | ---------------------------------------- | ----------------------------- |
| 2111   | 2001             | 1975                       | NS Reizigers                            | Gesloopt                                 | 2019                          |
| 2112   | 2002             | 1975                       | NS Reizigers                            | Gesloopt                                 | 2021                          |
| 2113   | 2003             | 1975                       | NS Reizigers                            | Gesloopt                                 | 2021                          |
| 2114   | 2004             | 1975                       | NS Reizigers                            | Gesloopt                                 | 2019                          |
| 2115   | 2005             | 1975                       | NS Reizigers                            | Gesloopt                                 | 2021                          |
| 2116   | 2006             | 1975                       | NS Reizigers                            | Gesloopt                                 | 2020                          |
| 2117   | 2007             | 1975                       | NS Reizigers                            | Gesloopt                                 | 2019                          |
| 2118   | 2008             | 1975                       | NS Reizigers                            | Gesloopt                                 | 2019                          |
| 2119   | 2009             | 1975                       | NS Reizigers                            | Gesloopt                                 | 2019                          |
| 2120   | 2010             | 1975                       | NS Reizigers                            | Gesloopt                                 | 2019                          |
| 2121   | 2011             | 1975                       | NS Reizigers                            | Gesloopt                                 | 2019                          |
| 2122   | 2012             | 1975                       | NS Reizigers                            | Gesloopt                                 | 2020                          |
| 2123   | 2013             | 1975                       | NS Reizigers                            | Gesloopt                                 | 2019                          |
| 2124   | 2014             | 1975                       | NS Reizigers                            | Gesloopt                                 | 2019                          |
| 2125   | 2015             | 1975                       | NS Reizigers                            | Gesloopt                                 | 2019                          |
| 2131   | 2021             | 1978                       | NS Reizigers                            | Gesloopt                                 | 2019                          |
| 2132   | 2022             | 1978                       | NS Reizigers                            | Gesloopt                                 | 2021                          |
| 2133   | 2023             | 1978                       | Spoorwegmuseum                          | Overgedragen aan het Spoorwegmuseum      | 2020                          |
| 2134   | 2024             | 1978                       | ProRail                                 | Overgedragen aan ProRail voor trainingen | 2021                          |
| 2135   | 2025             | 1978                       | NS Reizigers                            | Gesloopt                                 | 2021                          |
| 2136   | 2026             | 1978                       | NS Reizigers                            | Gesloopt                                 | 2021                          |
| 2137   | 2027             | 1978                       | NS Reizigers                            | Gesloopt                                 | 2020                          |
| 2138   | 2028             | 1978                       | NS Reizigers                            | Gesloopt                                 | 2021                          |
| 2139   | 2029             | 1978                       | NS Reizigers                            | Gesloopt                                 | 2021                          |
| 2140   | 2030             | 1978                       | NS Reizigers                            | Gesloopt                                 | 2021                          |
| 2141   | 2031             | 1978                       | NS Reizigers                            | Gesloopt                                 | 2020                          |
| 2142   | 2032             | 1978                       | NS Reizigers                            | Gesloopt                                 | 2021                          |
| 2143   | 2033             | 1978                       | NS Reizigers                            | Gesloopt                                 | 2021                          |
| 2144   | 2034             | 1978                       | NS Reizigers                            | Gesloopt                                 | 2021                          |
| 2145   | 2035             | 1978                       | NS Reizigers                            | Gesloopt                                 | 2020                          |
| 2936   | 2036 / 2836      | Tussen 1978 en 1980 / 1983 | NS Reizigers                            | Gesloopt                                 | 2021                          |
| 2937   | 2037 / 2837      | Tussen 1978 en 1980 / 1983 | NS Reizigers                            | Gesloopt                                 | 2020                          |
| 2938   | 2038 / 2838      | Tussen 1978 en 1980 / 1983 | NS Reizigers                            | Gesloopt                                 | 2021                          |
| 2939   | 2039 / 2839      | Tussen 1978 en 1980 / 1983 | NS Reizigers                            | Gesloopt                                 | 2020                          |
| 2940   | 2040 / 2840      | Tussen 1978 en 1980 / 1983 | NS Reizigers                            | Gesloopt                                 | 2018                          |
| 2941   | 2041 / 2841      | Tussen 1978 en 1980 / 1983 | NS Reizigers                            | Gesloopt                                 | 2021                          |
| 2942   | 2042 / 2842      | Tussen 1978 en 1980 / 1983 | NS Reizigers                            | Gesloopt                                 | 2021                          |
| 2943   | 2043 / 2843      | Tussen 1978 en 1980 / 1983 | NS Reizigers                            | Gesloopt                                 | 2021                          |
| 2944   | 2044 / 2844      | Tussen 1978 en 1980 / 1983 | NS Reizigers                            | Gesloopt                                 | 2020                          |
| 2945   | 2045 / 2845      | Tussen 1978 en 1980 / 1983 | NS Reizigers                            | Gesloopt                                 | 2020                          |
| 2946   | 2046 / 2846      | Tussen 1978 en 1980 / 1983 | NS Reizigers                            | Gesloopt                                 | 2021                          |
| 2947   | 2047 / 2847      | Tussen 1978 en 1980 / 1983 | NS Reizigers                            | Gesloopt                                 | 2020                          |
| 2948   | 2048 / 2848      | Tussen 1978 en 1980 / 1983 | NS Reizigers                            | Gesloopt                                 | 2020                          |
| 2949   | 2049 / 2849      | Tussen 1978 en 1980 / 1983 | NS Reizigers                            | Gesloopt                                 | 2018                          |
| 2950   | 2050 / 2850      | Tussen 1978 en 1980 / 1983 | NS Reizigers                            | Gesloopt                                 | 2021                          |
| 2951   | 2051 / 2851      | Tussen 1978 en 1980 / 1983 | NS Reizigers                            | Gesloopt                                 | 2021                          |
| 2952   | 2052 / 2852      | Tussen 1978 en 1980 / 1983 | NS Reizigers                            | Gesloopt                                 | 2021                          |
| 2953   | 2053 / 2853      | Tussen 1978 en 1980 / 1983 | NS Reizigers                            | Gesloopt                                 | 2020                          |
| 2954   | 2054 / 2854      | Tussen 1978 en 1980 / 1983 | NS Reizigers                            | Gesloopt                                 | 2020                          |
| 2955   | 2055 / 2855      | Tussen 1978 en 1980 / 1983 | NS Reizigers                            | Gesloopt                                 | 2020                          |
| 2956   | 2056 / 2856      | Tussen 1978 en 1980 / 1983 | NS Reizigers                            | Gesloopt                                 | 2021                          |
| 2957   | 2057 / 2857      | Tussen 1978 en 1980 / 1983 | NS Reizigers                            | Gesloopt                                 | 2021                          |
| 2958   | 2058 / 2858      | Tussen 1978 en 1980 / 1983 | NS Reizigers                            | Gesloopt                                 | 2020                          |
| 2959   | 2059 / 2859      | Tussen 1978 en 1980 / 1983 | NS Reizigers                            | Gesloopt                                 | 2019                          |
| 2960   | 2060 / 2860      | Tussen 1978 en 1980 / 1983 | NS Reizigers                            | Gesloopt                                 | 2021                          |
| 2961   | 2061 / 2861      | Tussen 1978 en 1980 / 1983 | NS Reizigers                            | Gesloopt                                 | 2020                          |
| 2962   | 2062 / 2862      | Tussen 1978 en 1980 / 1983 | NS Reizigers                            | Gesloopt                                 | 2021                          |
| 2963   | 2063 / 2863      | Tussen 1978 en 1980 / 1983 | NS Reizigers                            | Gesloopt                                 | 2020                          |
| 2964   | 2064 / 2864      | Tussen 1978 en 1980 / 1983 | NS Reizigers                            | Gesloopt                                 | 2020                          |
| 2965   | 2065 / 2865      | Tussen 1978 en 1980 / 1983 | NS Reizigers                            | Gesloopt                                 | 2020                          |
| 2966   | 2066 / 2866      | Tussen 1978 en 1980 / 1983 | NS Reizigers                            | Gesloopt                                 | 2021                          |
| 2967   | 2067 / 2867      | Tussen 1978 en 1980 / 1983 | NS Reizigers                            | Gesloopt                                 | 2020                          |
| 2968   | 2068 / 2868      | Tussen 1978 en 1980 / 1983 | NS Reizigers                            | Gesloopt                                 | 2021                          |
| 2969   | 2069 / 2869      | Tussen 1978 en 1980 / 1983 | NS Reizigers                            | Gesloopt                                 | 2021                          |
| 2970   | 2070 / 2870      | Tussen 1978 en 1980 / 1983 | NS Reizigers                            | Gesloopt                                 | 2018                          |
| 2971   | 2071 / 2871      | Tussen 1978 en 1980 / 1983 | NS Reizigers                            | Gesloopt                                 | 2021                          |
| 2972   | 2072 / 2872      | Tussen 1978 en 1980 / 1983 | NS Reizigers                            | Gesloopt                                 | 2021                          |
| 2973   | 2073 / 2873      | Tussen 1978 en 1980 / 1983 | NS Reizigers                            | Gesloopt                                 | 2021                          |
| 2974   | 2074 / 2874      | Tussen 1978 en 1980 / 1983 | NS Reizigers                            | Gesloopt                                 | 2021                          |
| 2975   | 2075 / 2875      | Tussen 1978 en 1980 / 1983 | NS Reizigers                            | Gesloopt                                 | 2021                          |
| 2976   | 2076 / 2876      | Tussen 1978 en 1980 / 1983 | NS Reizigers                            | Gesloopt                                 | 2021                          |
| 2977   | 2077 / 2877      | Tussen 1978 en 1980 / 1983 | NS Reizigers                            | Gesloopt                                 | 2021                          |
| 2978   | 2078 / 2878      | Tussen 1978 en 1980 / 1983 | NS Reizigers                            | Gesloopt                                 | 2021                          |
| 2979   | 2079 / 2879      | Tussen 1978 en 1980 / 1983 | NS Reizigers                            | Gesloopt                                 | 2021                          |
| 2980   | 2080 / 2880      | Tussen 1978 en 1980 / 1983 | NS Reizigers                            | Gesloopt                                 | 2021                          |
| 2981   | 2881             | 1983                       | NS Reizigers                            | Gesloopt                                 | 2020                          |
| 2982   | 2882             | 1983                       | NS Reizigers                            | Gesloopt                                 | 2019                          |
| 2983   | 2883             | 1983                       | NS Reizigers                            | Gesloopt                                 | 2021                          |
| 2984   | 2884             | 1983                       | NS Reizigers                            | Gesloopt                                 | 2021                          |
| 2985   | 2885             | 1983                       | NS Reizigers                            | Gesloopt                                 | 2021                          |
| 2986   | 2886             | 1983                       | NS Reizigers                            | Gesloopt                                 | 2019                          |
| 2987   | 2887             | 1983                       | NS Reizigers                            | Gesloopt                                 | 2019                          |
| 2988   | 2888             | 1983                       | NS Reizigers                            | Gesloopt                                 | 2021                          |
| 2989   | 2889             | 1983                       | NS Reizigers                            | Gesloopt                                 | 2021                          |
| 2990   | 2890             | 1983                       | NS Reizigers                            | Gesloopt                                 | 2021                          |
| 2991   | 2891             | 1983                       | NS Reizigers                            | Gesloopt                                 | 2020                          |
| 2992   | 2892             | 1983                       | NS Reizigers                            | Gesloopt                                 | 2021                          |
| 2993   | 2893             | 1983                       | NS Reizigers                            | Gesloopt                                 | 2021                          |
| 2994   | 2894             | 1983                       | NS Reizigers                            | Gesloopt                                 | 2021                          |
| 2995   | 2895             | 1983                       | NS Reizigers                            | Buiten Dienst                            | 2021                          |

## Interieurfoto's

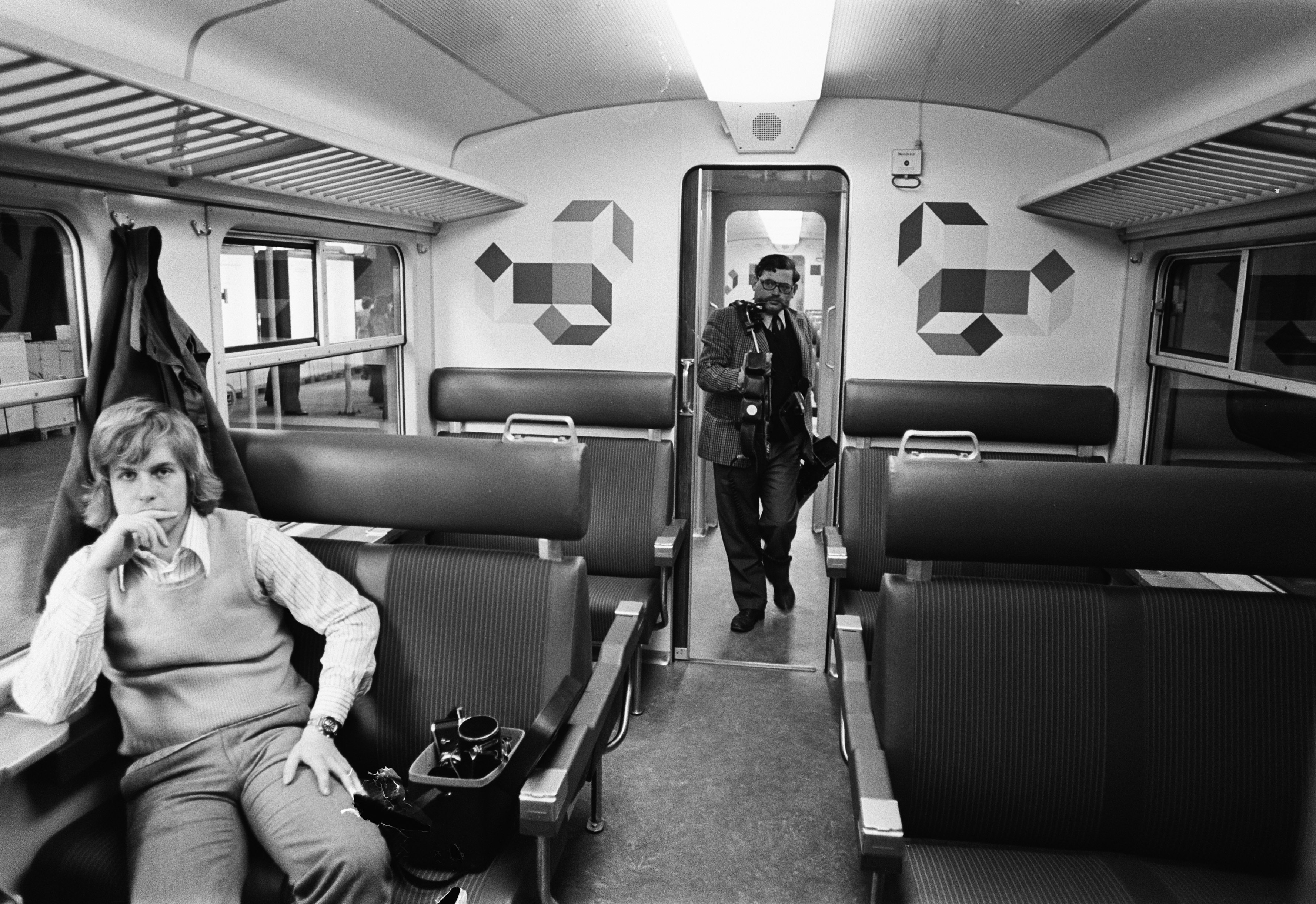
Origineel interieur 1e klas
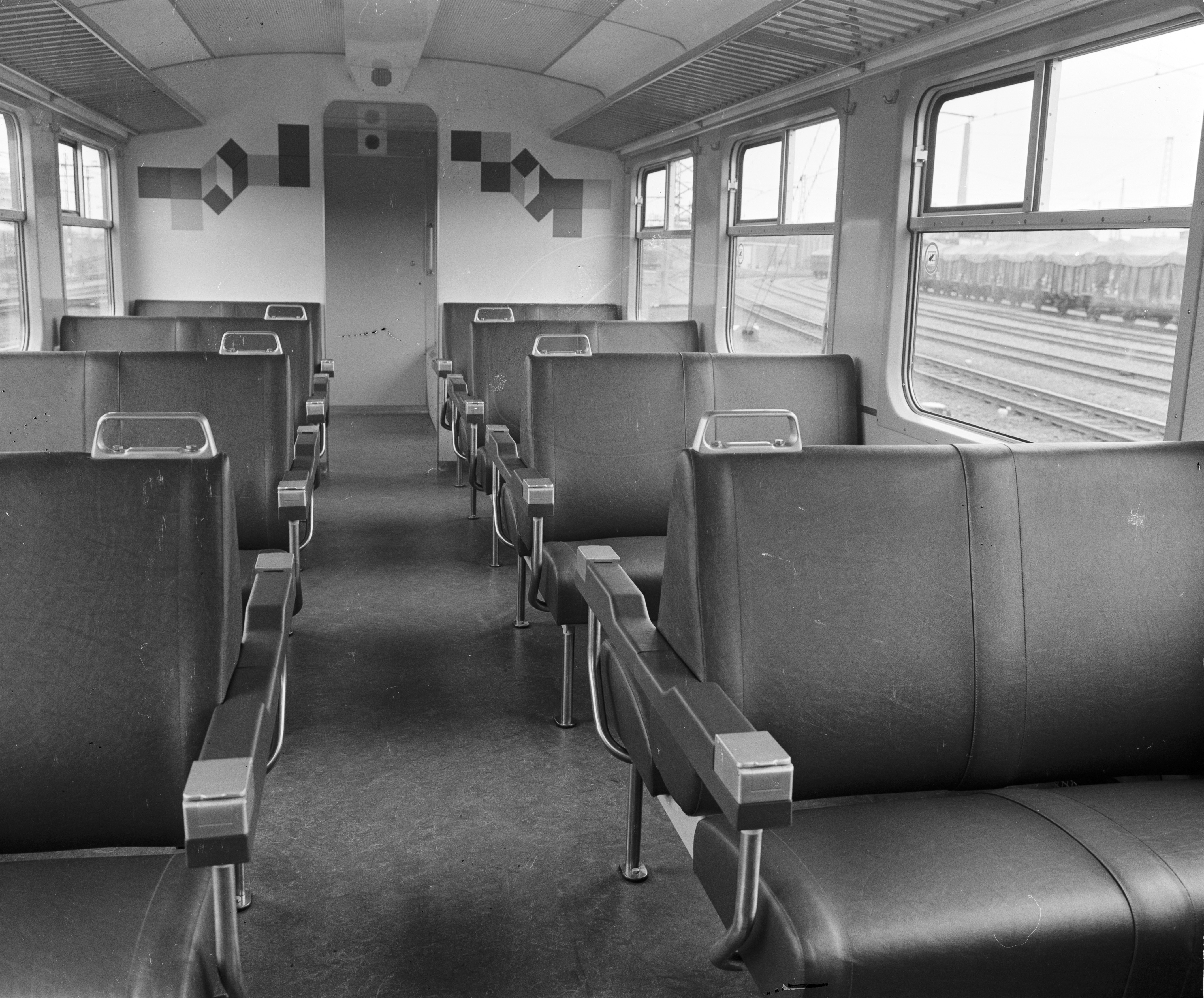
Het eerste interieur 2e klasse kende geen hoofdsteunen
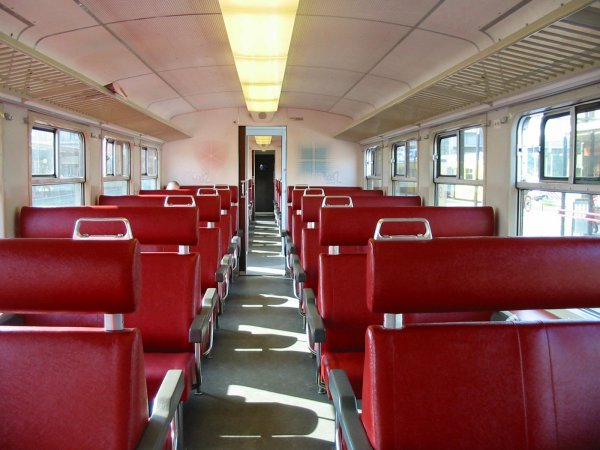
Origineel interieur 2e klas
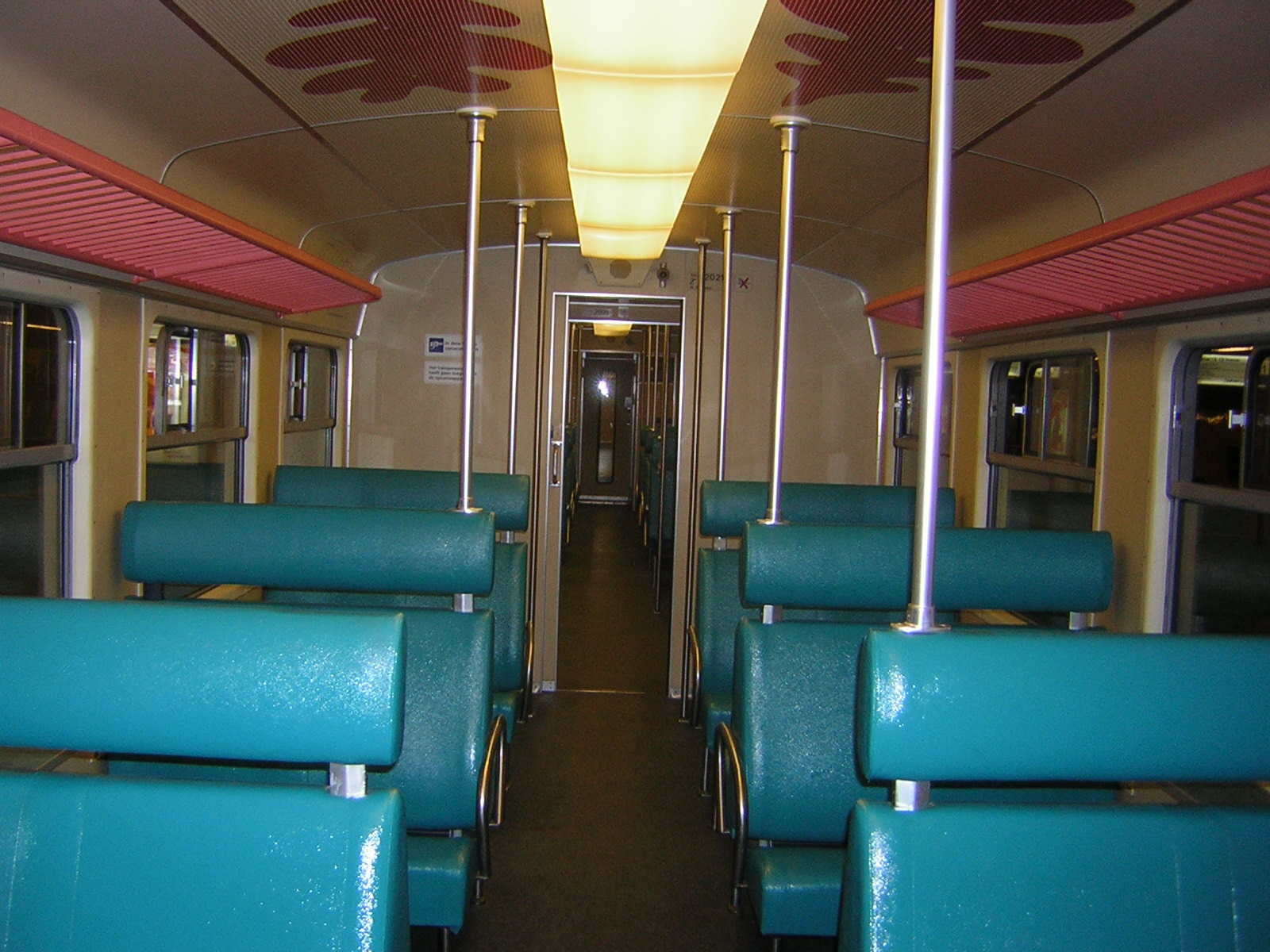
Citypendel
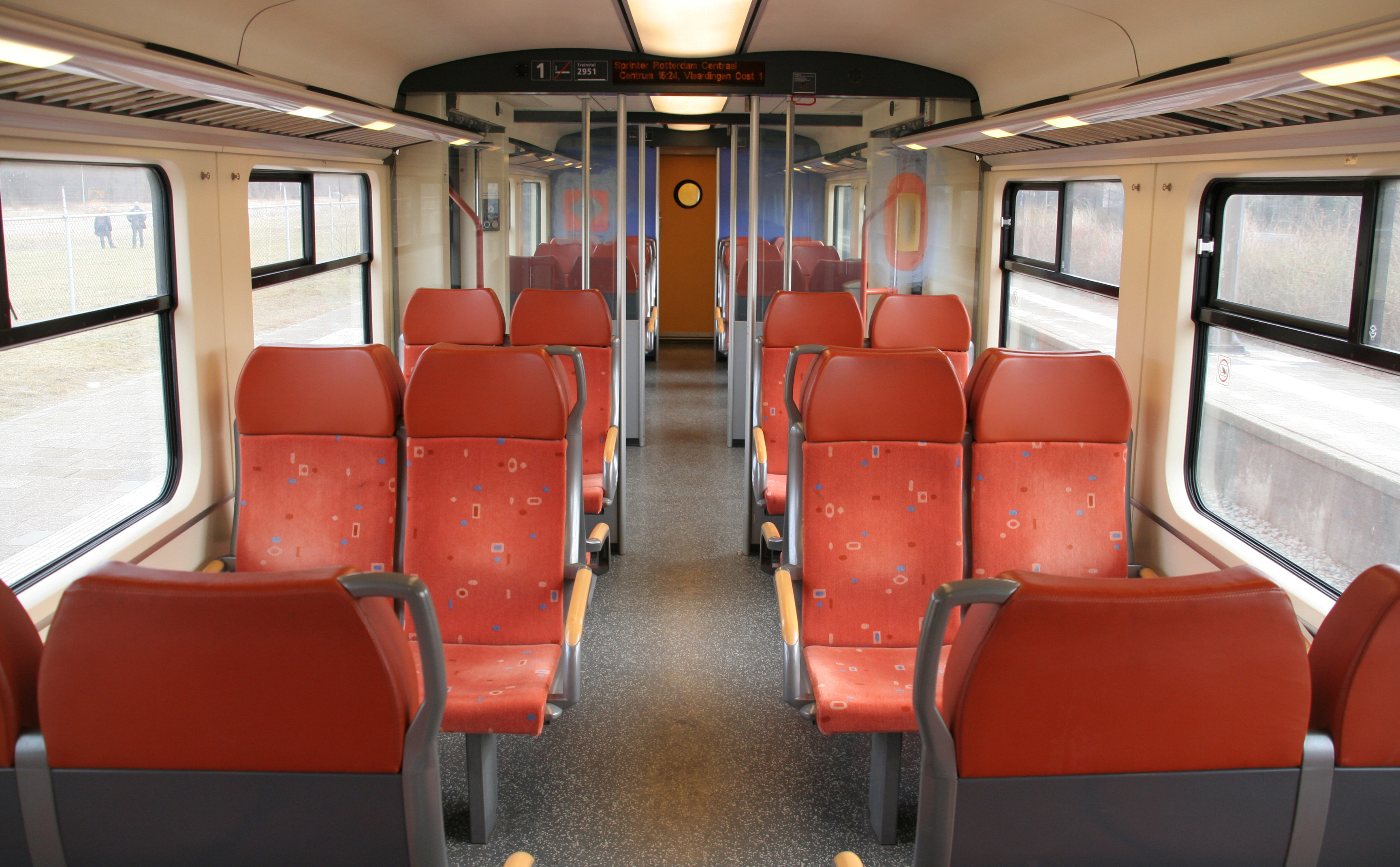
Gemoderniseerde 1e klas
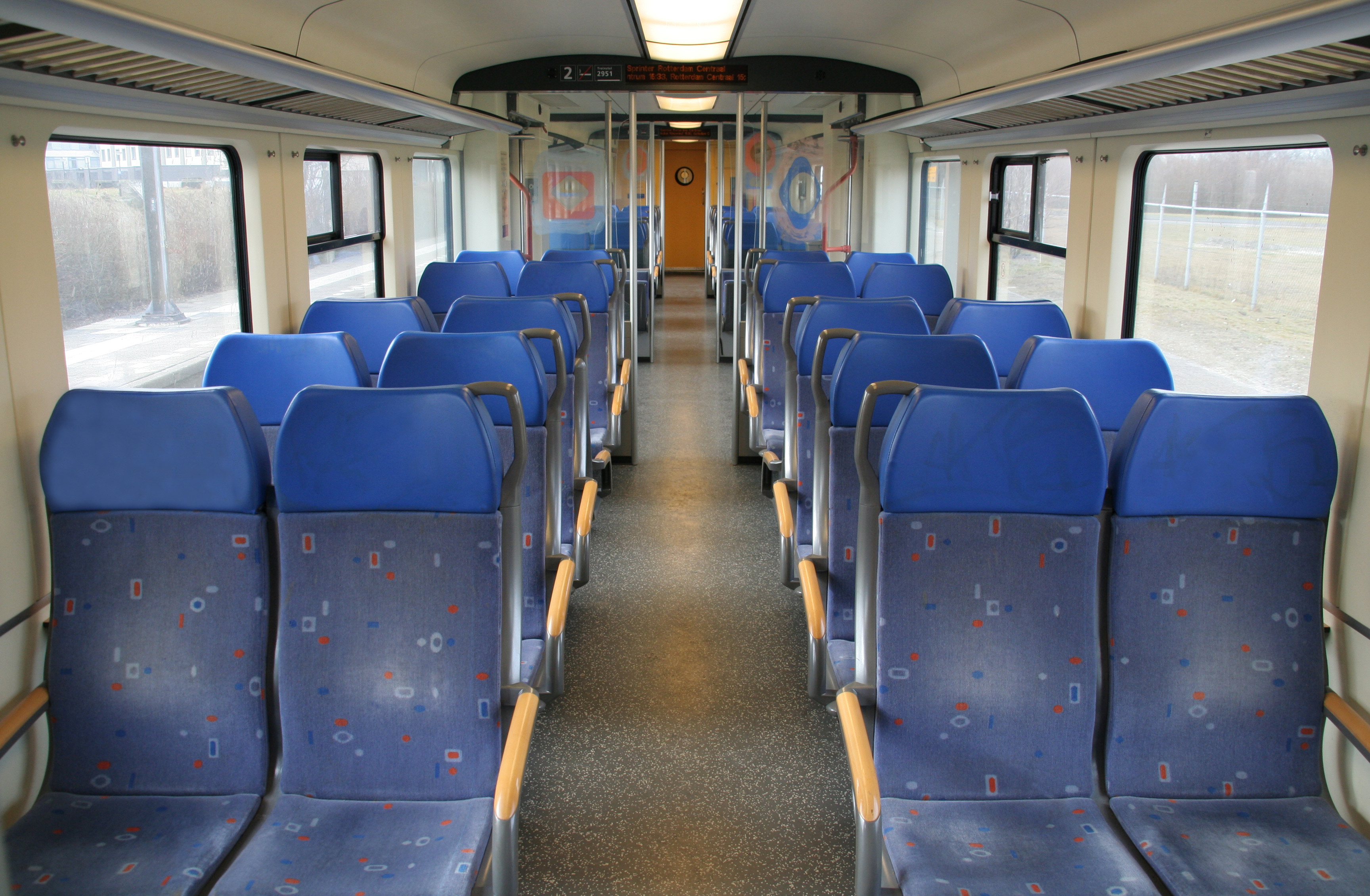
Gemoderniseerde 2e klas
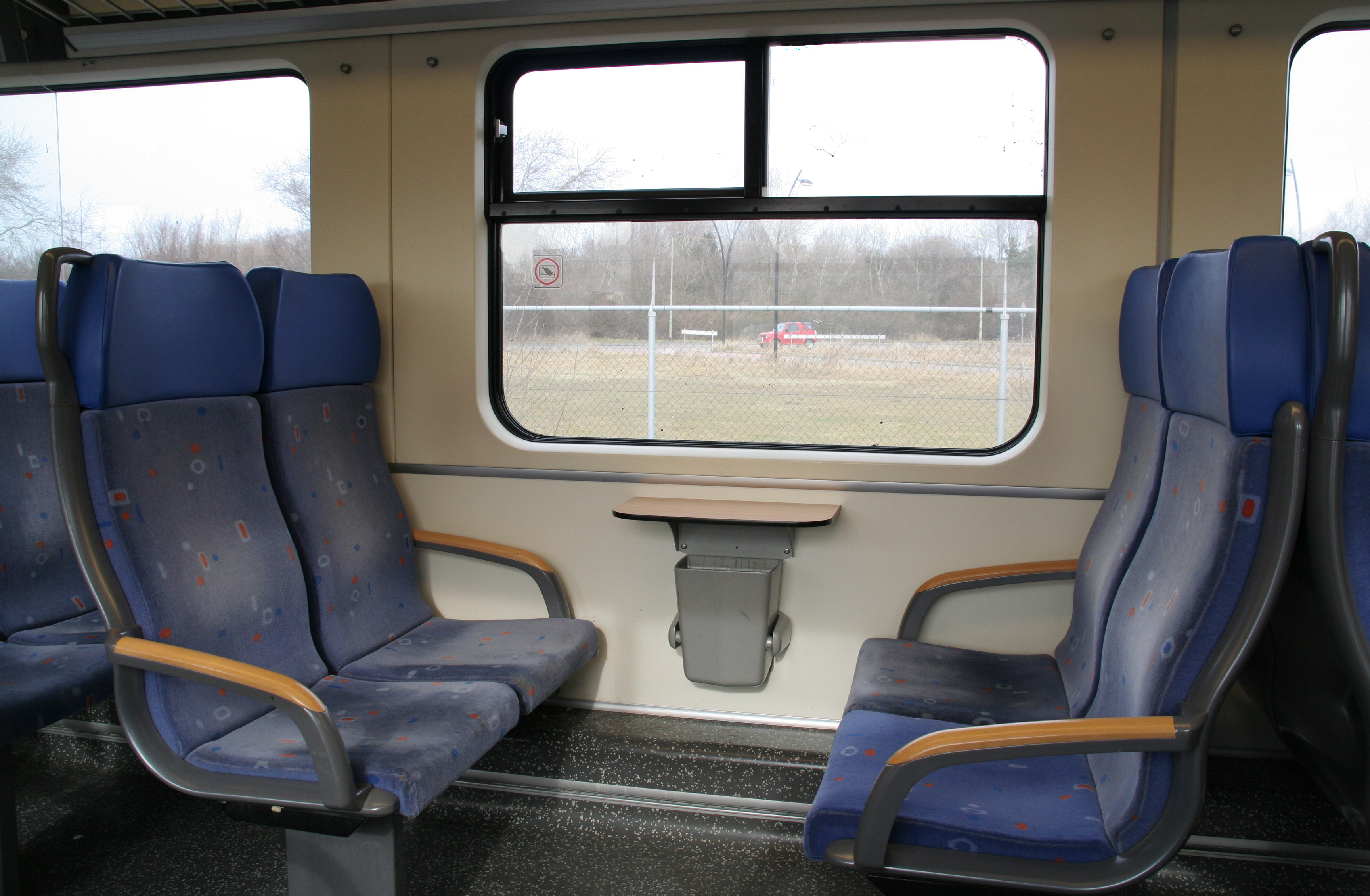
Gemoderniseerde 2e klas
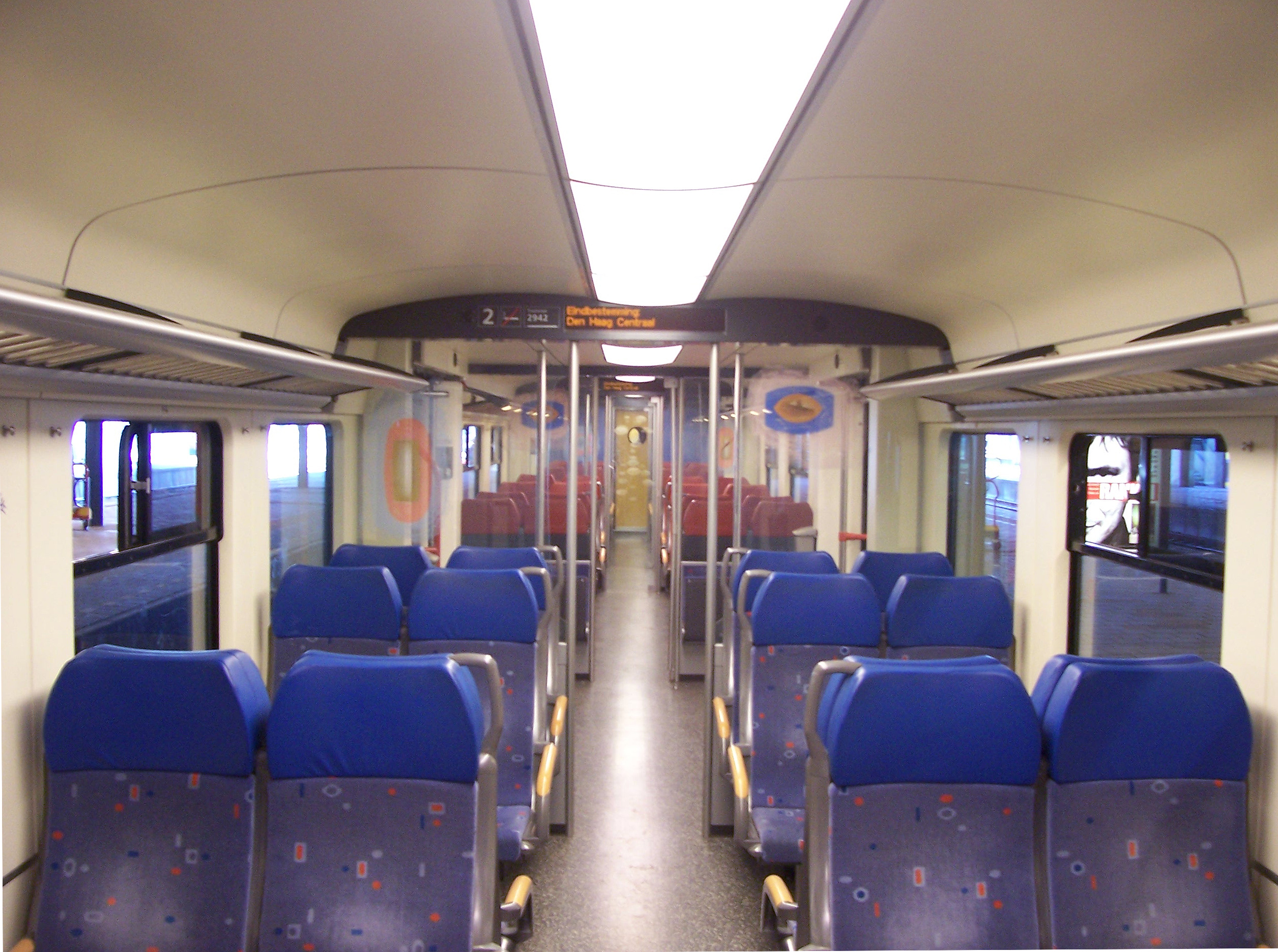
Interieur gemoderniseerde 2e klas.